# Impact One Night Only
Impact Wrestling: One Night Only – cykl comiesięcznych gal pay-per-view wrestlingu organizowanych przez federację Impact Wrestling (wcześniej Total Nonstop Wrestling Action).
Większość wydarzeń z cyklu została nagrana na kilka tygodni przed emisją pay-per-view. Gale emitowane są w pierwszy piątek miesiąca, z wyjątkiem miesięcy zajętych przez cykle Slammiversary i Bound for Glory. Każde z wydarzeń wyróżnia się specjalnym motywem, poszczególne gale One Night Only skupiają się np. na X Division czy walkach drużynowych. Z początku gale z cyklu promowane były jako osobne, niezwiązane z toczonymi storyline'ami i rywalizacjami, wkrótce jednak federacja odeszła od tej formuły.

## 2013

### X-Travaganza
One Night Only: X-Travaganza – gala wrestlingu, zorganizowana przez Total Nonstop Action Wrestling. Odbyła się 12 stycznia 2013 w Impact Zone w Orlando na Florydzie i została wyemitowana 5 kwietnia 2013 w systemie pay-per-view.
Gala skupiała się na X Division, przedstawiając walki byłych, obecnych i przyszłych gwiazd dywizji.
| Nr                                 | Wyniki                                                                                                | Stypulacje                                              | Czas  |
| ---------------------------------- | --- | ------------------------------------------------------- | ----- |
| 1                                  | Christian York pokonał Alexa Silvę, Jimmy’ego Rave’a, Lince Dorado, Matta Bentleya, Pumę i Sama Shawa | Xscape match                                            | 16:01 |
| 2                                  | Douglas Williams i Kid Kash pokonali Rashad Cameron i Anthony Nese                                    | Tag Team match                                          | 13:17 |
| 3                                  | Chavo Guerrero pokonał Robbiego E                                                                     | Singles match z Josephem Parkiem jako sędzią specjalnym | 5:10  |
| 4                                  | Kenny King pokonał Masona Andrewsa, Rubixa i DJZ                                                      | Ultimate X match                                        | 15:23 |
| 5                                  | Bad Influence (Christopher Daniels i Kazarian) pokonał Peteya Williamsa i Sonjaya Dutta               | Tag Team match                                          | 12:48 |
| 6                                  | Rob Van Dam pokonał Jerry’ego Lynna                                                                   | No Disqualification match                               | 16:58 |
| 7                                  | Austin Aries pokonał Samoa Joego                                                                      | Singles match                                           | 18:27 |
| (c) – mistrz/mistrzyni przed walką | |                                                         |       |

### Joker’s Wild
One Night Only: Joker’s Wild – gala wrestlingu, zorganizowana przez Total Nonstop Action Wrestling. Odbyła się 12 stycznia 2013 w Impact Zone w Orlando na Florydzie i została wyemitowana 3 maja 2013 w systemie pay-per-view.
Gala skupiała się na walkach drużynowych. Tag team partnerzy przypisywani byli do siebie losowo, tak utworzone drużyny walczyły ze sobą o miejsce w walce wieczoru – Gauntlet Battle Royalu. Nagrodą za wygranie Battle Royalu było 100 000 dolarów amerykańskich.
| Nr                                 | Wyniki                                                                  | Stypulacje                                                    | Czas  |
| ---------------------------------- | ----------------------------------------------------------------------- | ------------------------------------------------------------- | ----- |
| 1                                  | Christian York i James Storm pokonali Crimson i Gunner                  | Tag Team match Walka kwalifikacyjna do Gauntlet Battle Royalu | 8:39  |
| 2                                  | Jessie Godderz i Mr. Anderson pokonali Douglasa Williamsa i Kida Kasha  | Tag Team match Walka kwalifikacyjna do Gauntlet Battle Royalu | 10:09 |
| 3                                  | Christopher Daniels i Samoa Joe pokonali Chavo Guerrero i Roba Van Dama | Tag Team match Walka kwalifikacyjna do Gauntlet Battle Royalu | 14:41 |
| 4                                  | Bobby Roode i Joseph Park pokonali Robbiego E i DJZ                     | Tag Team match Walka kwalifikacyjna do Gauntlet Battle Royalu | 9:37  |
| 5                                  | Aces & Eights (Devon i D.O.C.) pokonali Alexa Silvę i Hernandeza        | Tag Team match Walka kwalifikacyjna do Gauntlet Battle Royalu | 11:46 |
| 6                                  | Matt Morgan i Robbie T pokonali Ala Snowa i Joeya Ryana                 | Tag Team match Walka kwalifikacyjna do Gauntlet Battle Royalu | 10:10 |
| 7                                  | James Storm wygrał walkę, eliminując Bobby’ego Roode’a jako ostatniego  | Joker’s Wild Gauntlet Battle Royal                            | 24:02 |
| (c) – mistrz/mistrzyni przed walką |                                                                         |                                                               |       |

### Hardcore Justice 2
One Night Only: Hardcore Justice 2 – gala wrestlingu, zorganizowana przez Total Nonstop Action Wrestling. Odbyła się 19 marca 2013 w Impact Zone w Orlando na Florydzie i została wyemitowana 5 lipca 2013 w systemie pay-per-view.
Motywem specjalnym gali był nacisk na walki bez dyskwalifikacji.
| Nr                                 | Wyniki | Stypulacje                                | Czas  |
| ---------------------------------- | --- | ----------------------------------------- | ----- |
| 1                                  | The Latin American Xchange (Homicide i Hernandez) pokonali The Disciples of the New Church (Sinna i Slasha)                   | Street Fight                              | 10:09 |
| 2                                  | ODB pokonała Jackie Moore | Hardcore Knockouts match                  | 9:18  |
| 3                                  | Bad Influence (Christopher Daniels i Kazarian) pokonali Generation Me (Jeremy’ego i Maxa Bucków)                              | Ladder match o czek na 20 000 dolarów     | 13:31 |
| 4                                  | Shark Boy pokonał Gunnera, Crimsona, Little Guido, Funakiego, Sama Shawa, Johnny’ego Swingera, 2 Cold Scorpio i Devona Storma | Hardcore Gauntlet Battle Royal            | 19:24 |
| 5                                  | James Storm, Magnus i Bob Holly pokonali Aces & Eights (D.O.C., Wesa Brisco i Knuxa)                                          | 6-Man Hardcore Elimination Tag Team match | 12:53 |
| 6                                  | Joseph Park pokonał Judasa Mesiasa (z Jamesem Mitchellem)                                                                     | Monster's Ball match                      | 12:20 |
| 7                                  | Jeff Hardy i Brother Runt pokonali Team 3D (Bully’ego Raya i Devona)                                                          | Tables match                              | 9:44  |
| (c) – mistrz/mistrzyni przed walką | |                                           |       |

### 10 Reunion
One Night Only: 10 Reunion – gala wrestlingu, zorganizowana przez Total Nonstop Action Wrestling. Odbyła się 17 marca 2013 w Impact Zone w Orlando na Florydzie i została wyemitowana 2 sierpnia 2013 w systemie pay-per-view.
Reunion 10 prezentowały zawodników z wczesnych lat federacji. Największe rywalizacje w historii TNA zostały wznowione na jedną noc.
| Nr                                 | Wyniki | Stypulacje                 | Czas  |
| ---------------------------------- | --- | -------------------------- | ----- |
| 1                                  | Kenny King pokonał Peteya Williamsa i Sonjaya Dutta | 3-Way match                | 12:52 |
| 2                                  | Velvet Sky pokonała Gail Kim | Singles match              | 5:28  |
| 3                                  | Matt Morgan pokonał Josepha Parka, Johnny’ego Devine'a, Shark Boya, Chase’a Stevensa, Cassidy’ego Rileya, Robbiego E, Jessiego Godderza, Mr. Andersona i Johnny’ego Swingera | Gauntlet match             | 22:03 |
| 4                                  | Team 3D (Bully Ray i Devon) pokonali The Latin American Xchange (Homicide'a i Hernandeza) i Bad Influence (Christophera Danielsa i Kazariana)                                | 3-Way match Tag Team match | 12:37 |
| 5                                  | Jeff Hardy pokonał Austina Ariesa | Singles match              | 12:57 |
| 6                                  | Bobby Roode pokonał Jamesa Storma | Singles match              | 13:56 |
| 7                                  | Kurt Angle pokonał Samoa Joego | Singles match              | 12:17 |
| (c) – mistrz/mistrzyni przed walką | |                            |       |

### Knockouts Knockdown
One Night Only: Knockouts Knockdown – gala wrestlingu, zorganizowana przez Total Nonstop Action Wrestling. Odbyła się 17 marca 2013 w Impact Zone w Orlando na Florydzie i została wyemitowana 6 września 2013 w systemie pay-per-view.
Knockouts Knockdown skupiało się na walkach Knockouts TNA oraz niezależnych zawodniczek. Wrestlerki walczyły o miejsce w walce wieczoru – Gauntlet Battle Royalu. Zwyciężczyni Battle Royalu otrzymała miano „Queen of the Knockouts”.
| Nr                                 | Wyniki | Stypulacje                                                | Czas  |
| ---------------------------------- | --- | --------------------------------------------------------- | ----- |
| 1                                  | Gail Kim pokonała Alissę Flash                                                                                    | Singles match                                             | 8:16  |
| 2                                  | Lei'D Tapa pokonała Ivelisse                                                                                      | Singles match                                             | 7:32  |
| 3                                  | Tara pokonała Mię Yim                                                                                             | Singles match                                             | 6:19  |
| 4                                  | Miss Tessmacher pokonała Santanę                                                                                  | Singles match                                             | 4:19  |
| 5                                  | ODB pokonała Trinity                                                                                              | Singles match                                             | 6:13  |
| 6                                  | Jackie Moore pokonała Taryn Terrell                                                                               | Singles match                                             | 5:05  |
| 7                                  | Hannah Blossom pokonała Sojo Bolt i Taeler Hendrix                                                                | 3-Way match                                               | 4:53  |
| 8                                  | Velvet Sky pokonała Jillian Hall                                                                                  | Singles match                                             | 6:40  |
| 9                                  | Mickie James pokonała Serenę                                                                                      | Singles match                                             | 10:55 |
| 10                                 | Gail Kim pokonała Hannah Blossom, Jackie Moore, Lei'D Tapę, Mickie James, Velvet Sky, Miss Tessmacher, ODB i Tarę | Knockouts Gauntlet match o miano „Queen of the Knockouts” | 20:40 |
| (c) – mistrz/mistrzyni przed walką | |                                                           |       |

### Tournament of Champions
One Night Only: Tournament of Champions – gala wrestlingu, zorganizowana przez Total Nonstop Action Wrestling. Odbyła się 19 marca 2013 w Impact Zone w Orlando na Florydzie i została wyemitowana 1 listopada 2013 w systemie pay-per-view.
Charakterystycznym motywem gali był tytułowy „turniej mistrzów”. Wzięli w nim udział najpopularniejsi posiadacze mistrzostw w historii federacji.
| Nr                                 | Wyniki                                                     | Stypulacje    | Czas  |
| ---------------------------------- | ---------------------------------------------------------- | ------------- | ----- |
| 1                                  | James Storm pokonał Mr. Andersona                          | Singles match | 5:53  |
| 2                                  | Samoa Joe pokonał Jeffa Hardy’ego                          | Singles match | 9:01  |
| 3                                  | Austin Aries pokonał Kurta Angle’a                         | Singles match | 11:13 |
| 4                                  | James Storm pokonał Bully’ego Raya poprzez dyskwalifikację | Singles match | 6:38  |
| 5                                  | Bobby Roode pokonał Stinga poprzez poddanie                | Singles match | 7:06  |
| 6                                  | Samoa Joe pokonał Austina Ariesa                           | Singles match | 8:58  |
| 7                                  | Bobby Roode pokonał Jamesa Storma poprzez poddanie         | Singles match | 9:19  |
| 8                                  | Bobby Roode pokonał Samoa Joego                            | Singles match | 9:55  |
| (c) – mistrz/mistrzyni przed walką |                                                            |               |       |

Drabinka turnieju
|  | Ćwierćfinały | Ćwierćfinały |             |      | Półfinały | Półfinały |  |  | Finał | Finał |
|  |              |              |             |      |           |           |  |  |       |       |
|  |              |              |             |      |           |           |  |  |       |       |
|  |              |              |             |      |           |           |  |  |       |       |
|  | James Storm  | DQ           |             |      |           |           |  |  |       |       |
|  | James Storm  | DQ           |             |      |           |           |  |  |       |       |
|  | Bully Ray    | 6:38         |             |      |           |           |  |  |       |       |
|  | Bully Ray    | 6:38         | James Storm | 9:19 |           |           |  |  |       |       |
|  |              |              | James Storm | 9:19 |           |           |  |  |       |       |
|  |              | Bobby Roode  | Sub         |      |           |           |  |  |       |       |
|  | Bobby Roode  | Bobby Roode  | Sub         | Sub  |           |           |  |  |       |       |
|  | Bobby Roode  |              |             | Sub  |           |           |  |  |       |       |
|  | Sting        | 7:06         |             |      |           |           |  |  |       |       |
|  | Sting        | 7:06         | Bobby Roode | Pin  |           |           |  |  |       |       |
|  |              |              | Bobby Roode | Pin  |           |           |  |  |       |       |
|  |              | Samoa Joe    | 9:55        |      |           |           |  |  |       |       |
|  | Samoa Joe    | Samoa Joe    | 9:55        | Pin  |           |           |  |  |       |       |
|  | Samoa Joe    |              |             | Pin  |           |           |  |  |       |       |
|  | Jeff Hardy   | 9:01         |             |      |           |           |  |  |       |       |
|  | Jeff Hardy   | 9:01         | Samoa Joe   | Pin  |           |           |  |  |       |       |
|  |              |              | Samoa Joe   | Pin  |           |           |  |  |       |       |
|  |              | Austin Aries | 8:58        |      |           |           |  |  |       |       |
|  | Austin Aries | Austin Aries | 8:58        | Pin  |           |           |  |  |       |       |
|  | Austin Aries |              |             | Pin  |           |           |  |  |       |       |
|  | Kurt Angle   | 11:13        |             |      |           |           |  |  |       |       |
|  | Kurt Angle   | 11:13        |             |      |           |           |  |  |       |       |

### World Cup
One Night Only: World Cup – gala wrestlingu, zorganizowana przez Total Nonstop Action Wrestling. Odbyła się 7 lutego 2013 w Impact Zone w Orlando na Florydzie i została wyemitowana 6 grudnia 2013 w systemie pay-per-view.
World Cup było turniejem, w którym wzięły udział drużyny reprezentujące Stany Zjednoczone, Zjednoczone Królestwo, resztę świata oraz grupę Aces & Eights.
| - Team USA - Christopher Daniels - James Storm - Kazarian - Kenny King - Mickie James | - Team UK - Douglas Williams - Magnus - Rob Terry - Rockstar Spud - Hannah Blossom | - Team International - Funaki - Mesias - Petey Williams - Sonjay Dutt - Lei'D Tapa | - Aces & Eights - D.O.C. - Knux - Mr. Anderson - Wes Brisco - Ivelisse |

| Nr                                 | Wyniki | Stypulacje                        | Czas  |
| ---------------------------------- | --- | --------------------------------- | ----- |
| 1                                  | Magnus (UK) pokonał Mr. Andersona (A&A) | Singles match                     | 10:51 |
| 2                                  | Kenny King (USA) pokonał Sonjaya Dutta (INT) | Singles match                     | 11:35 |
| 3                                  | Lei'D Tapa (INT) pokonała Hannah Blossom (UK) | Singles match                     | 5:02  |
| 4                                  | D.O.C. i Knux (A&A) pokonali Funakiego i Peteya Williamsa (INT)                                                                                                | Tag Team match                    | 10:55 |
| 5                                  | Wes Brisco (A&A) pokonał Rockstar Spuda (UK) | Singles match                     | 7:04  |
| 6                                  | Bad Influence (Christopher Daniels i Kazarian) (USA) pokonali British Invasion (Douglasa Williamsa i Roba Terry’ego) (UK)                                      | Tag Team match                    | 11:10 |
| 7                                  | Ivelisse (A&A) pokonała Mickie James (USA) | Singles match                     | 9:22  |
| 8                                  | James Storm (USA) pokonał Mesiasa (INT) | Singles match                     | 11:06 |
| 9                                  | Team USA (Christopher Daniels, James Storm, Kazarian, Kenny King i Mickie James) pokonali Aces & Eights (D.O.C., Knuxa, Mr. Andersona, Wesa Brisco i Ivelisse) | 5-on-5 Elimination Tag Team match | 18:25 |
| (c) – mistrz/mistrzyni przed walką | |                                   |       |

Punktacja
| Miejsce | Drużyna       | Ilość punktów | Ilość walk |
| ------- | ------------- | ------------- | ---------- |
| 1       | USA           | 4             | 5          |
| 2       | Aces & Eights | 3             | 5          |
| 3       | UK            | 1             | 4          |
| 3       | International | 1             | 4          |

## 2014

### Tag Team Tournament
One Night Only: Tag Team Tournament – gala wrestlingu, zorganizowana przez Total Nonstop Action Wrestling. Odbyła się 18 marca 2013 w Impact Zone w Orlando na Florydzie i została wyemitowana 3 stycznia 2014 w systemie pay-per-view.
Gala była turniejem drużynowym, wzięło w nim udział dziesięć tag teamów TNA.
| Nr                                 | Wyniki | Stypulacje     | Czas  |
| ---------------------------------- | --- | -------------- | ----- |
| 1                                  | Generation Me (Jeremy i Max Buckowie) pokonali Peteya Williamsa i Sonjaya Dutta                             | Tag Team match | 8:29  |
| 2                                  | Aces & Eights (Garett Bischoff i Wes Brisco) pokonali The Hot Shots (Cassidy’ego Rileya i Chase’a Stevensa) | Tag Team match | 9:00  |
| 3                                  | Bobby Roode i Austin Aries pokonali The British Invasion (Douga Williamsa i Roba Terry’ego)                 | Tag Team match | 11:52 |
| 4                                  | Chavo Guerrero i Hernandez pokonali Bad Influence (Christophera Danielsa i Kazariana)                       | Tag Team match | 11:11 |
| 5                                  | Magnus i Samoa Joe pokonali Aces & Eights (Garetta Bischoffa i Wesa Brisco)                                 | Tag Team match | 7:38  |
| 6                                  | Team 3D (Bully Ray i Devon) pokonali Generation Me (Jeremy’ego i Maxa Bucków)                               | Tag Team match | 9:02  |
| 7                                  | Austin Aries i Bobby Roode pokonali Magnusa i Samoa Joego                                                   | Tag Team match | 10:44 |
| 8                                  | Team 3D (Bully Ray i Devon) pokonali Chavo Guerrero i Hernandeza                                            | Tag Team match | 10:52 |
| 9                                  | Team 3D (Bully Ray i Devon) pokonali Austina Ariesa i Bobby’ego Roode’a                                     | Tag Team match | 12:10 |
| (c) – mistrz/mistrzyni przed walką | |                |       |

Drabinka turnieju
|  | Ćwierćfinały       | Ćwierćfinały       |            |       | Półfinały | Półfinały |  |  | Finał | Finał |
|  |                    |                    |            |       |           |           |  |  |       |       |
|  |                    |                    |            |       |           |           |  |  |       |       |
|  |                    |                    |            |       |           |           |  |  |       |       |
|  | Team 3D            | Pin                |            |       |           |           |  |  |       |       |
|  | Team 3D            | Pin                |            |       |           |           |  |  |       |       |
|  | Generation Me      | 9:02               |            |       |           |           |  |  |       |       |
|  | Generation Me      | 9:02               | Team 3D    | Pin   |           |           |  |  |       |       |
|  |                    |                    | Team 3D    | Pin   |           |           |  |  |       |       |
|  |                    | Guerrero/Hernandez | 10:52      |       |           |           |  |  |       |       |
|  | Guerrero/Hernandez | Guerrero/Hernandez | 10:52      | Pin   |           |           |  |  |       |       |
|  | Guerrero/Hernandez |                    |            | Pin   |           |           |  |  |       |       |
|  | Bad Influence      | 11:11              |            |       |           |           |  |  |       |       |
|  | Bad Influence      | 11:11              | Team 3D    | Pin   |           |           |  |  |       |       |
|  |                    |                    | Team 3D    | Pin   |           |           |  |  |       |       |
|  |                    | Aries/Roode        | 12:10      |       |           |           |  |  |       |       |
|  | Magnus/Joe         | Aries/Roode        | 12:10      | Pin   |           |           |  |  |       |       |
|  | Magnus/Joe         |                    |            | Pin   |           |           |  |  |       |       |
|  | Aces & Eights      | 7:38               |            |       |           |           |  |  |       |       |
|  | Aces & Eights      | 7:38               | Magnus/Joe | 10:44 |           |           |  |  |       |       |
|  |                    |                    | Magnus/Joe | 10:44 |           |           |  |  |       |       |
|  |                    | Aries/Roode        | Pin        |       |           |           |  |  |       |       |
|  | Aries/Roode        | Aries/Roode        | Pin        | Pin   |           |           |  |  |       |       |
|  | Aries/Roode        |                    |            | Pin   |           |           |  |  |       |       |
|  | British Invasion   | 11:52              |            |       |           |           |  |  |       |       |
|  | British Invasion   | 11:52              |            |       |           |           |  |  |       |       |

### Hardcore Justice 3
One Night Only: Hardcore Justice 3 – gala wrestlingu, zorganizowana przez Total Nonstop Action Wrestling. Odbyła się 29 grudnia 2013 w Lowell Auditorium w Lowell w stanie Massachusetts i została wyemitowana 10 stycznia 2014 w systemie pay-per-view.
Hardcore Justice 3 skupiało się na walkach bez dyskwalifikacji.
| Nr                                 | Wyniki | Stypulacje                                        | Czas  |
| ---------------------------------- | --- | ------------------------------------------------- | ----- |
| 1                                  | Ethan Carter III pokonał Tommy’ego Dreamera                                                                                        | Tables match                                      | 9:20  |
| 2                                  | Austin Aries pokonał Chrisa Sabina                                                                                                 | Xscape match                                      | 14:38 |
| 3                                  | Bobby Roode pokonał Samoa Joego przez dyskwalifikację                                                                              | Singles match o przewagę w Lethal Lockdown matchu | 10:11 |
| 4                                  | Lei'D Tapa pokonała Velvet Sky | Knockouts Street Fight                            | 8:05  |
| 5                                  | Joseph Park i Eric Young pokonał Bad Influence (Christophera Danielsa i Kazariana)                                                 | Full Metal Mayhem match                           | 13:37 |
| 6                                  | Bully Ray pokonał Mr. Andersona | Last Man Standing match                           | 13:01 |
| 7                                  | Team Angle (Kurt Angle, Samoa Joe, James Storm i Abyss) pokonali Team Roode (Bobby Roode, Robbiego E, Jessiego Godderza i Magnusa) | Lethal Lockdown match                             | 21:16 |
| (c) – mistrz/mistrzyni przed walką | |                                                   |       |

### #OldSchool
One Night Only: #OldSchool – gala wrestlingu, zorganizowana przez Total Nonstop Action Wrestling. Odbyła się 30 grudnia 2013 w Mid-Hudson Civic Center w Poughkeepsie w stanie Nowy Jork i została wyemitowana 7 lutego 2014 w systemie pay-per-view.
| Nr                                 | Wyniki | Stypulacje                                                                    | Czas  |
| ---------------------------------- | --- | ----------------------------------------------------------------------------- | ----- |
| 1                                  | Austin Aries pokonał Chrisa Sabina i Sonjaya Dutta                                                                                | 3-Way match                                                                   | 8:29  |
| 2                                  | Ethan Carter III pokonał Deweya Barnesa                                                                                           | Singles match                                                                 | 1:50  |
| 3                                  | Bully Ray pokonał Tommy’ego Dreamera                                                                                              | Falls Count Anywhere match                                                    | 14:26 |
| 4                                  | Bad Influence (Christopher Daniels i Kazarian) oraz Velvet Sky pokonali The BroMans (Jessiego Godderza i Robbiego E) i Lei'D Tapę | 6-Person Intergender Tag Team match z Erikiem Youngiem jako sędzią specjalnym | 11:01 |
| 5                                  | Jeff Hardy pokonał Abyssa | Monster's Ball match                                                          | 15:58 |
| 6                                  | Kurt Angle pokonał Mr. Andersona                                                                                                  | Singles match                                                                 | 11:25 |
| 7                                  | Bobby Roode pokonał Jamesa Storma                                                                                                 | Last Man Standing match                                                       | 16:55 |
| 8                                  | Magnus (c) pokonał Samoa Joego | Singles match o TNA World Heavyweight Championship                            | 14:42 |
| (c) – mistrz/mistrzyni przed walką | |                                                                               |       |

### Joker’s Wild 2
One Night Only: Joker’s Wild 2 – gala wrestlingu, zorganizowana przez Total Nonstop Action Wrestling. Odbyła się 2 lutego 2014 w National Indoor Arena w Birmingham w Anglii i wyemitowana 9 maja 2014 w systemie pay-per-view.
Gala skupiała się na walkach drużynowych. Tag team partnerzy przypisywani byli do siebie losowo, tak utworzone drużyny walczyły ze sobą o miejsce w walce wieczoru – Gauntlet Battle Royalu. Nagrodą za wygranie Battle Royalu było 100 000 dolarów amerykańskich.
| Nr                                 | Wyniki | Stypulacje                                                    | Czas  |
| ---------------------------------- | --- | ------------------------------------------------------------- | ----- |
| 1                                  | The British Invasion (Magnus i Doug Williams) pokonali Chrisa Sabina i Gunner | Tag Team match Walka kwalifikacyjna do Gauntlet Battle Royalu | 8:32  |
| 2                                  | Samoa Joe i Bad Bones pokonali Christophera Danielsa i Robbiego E | Tag Team match Walka kwalifikacyjna do Gauntlet Battle Royalu | 7:14  |
| 3                                  | Bully Ray i Rockstar Spud pokonali Mr. Andersona i Austina Ariesa | Tag Team match Walka kwalifikacyjna do Gauntlet Battle Royalu | 11:39 |
| 4                                  | The Wolves (Eddie Edwards i Davey Richards) pokonali Beer Money, Inc. (Jamesa Storma i Bobby’ego Roode’a)                                                                            | Tag Team match Walka kwalifikacyjna do Gauntlet Battle Royalu | 11:01 |
| 5                                  | Eric Young i Ethan Carter III pokonali Curry Mana i Kazariana | Tag Team match Walka kwalifikacyjna do Gauntlet Battle Royalu | 8:05  |
| 6                                  | Samuel Shaw i Abyss pokonali DJZ i Jessiego Godderza | Tag Team match Walka kwalifikacyjna do Gauntlet Battle Royalu | 9:43  |
| 7                                  | Velvet Sky, Madison Rayne i ODB pokonały Gail Kim, Lei'D Tapę i Alpha Female | 6-Knockout Elimination Tag Team match                         | 7:17  |
| 8                                  | Ethan Carter III pokonał Magnusa, Douga Williamsa, Samoa Joego, Bad Bonesa, Bully’ego Raya, Rockstar Spuda, Erika Younga, Eddiego Edwardsa, Daveya Richardsa, Samuela Shawa i Abyssa | Joker’s Wild Gauntlet Battle Royal                            | 23:17 |
| (c) – mistrz/mistrzyni przed walką | |                                                               |       |

### Global Impact Japan
One Night Only: Global Impact Japan – gala wrestlingu, zorganizowana przez Total Nonstop Action Wrestling i Wrestle-1. Odbyła się 2 marca 2014 w Ryōgoku Kokugikan w Tokio w Japonii i wyemitowana 4 lipca 2014 w systemie pay-per-view.
Global Impact Japan było owocem współpracy TNA z japońską federacją Wrestle-1. Nagrane wydarzenie zostało podzielone na dwie części. Pierwsza z nich, oferująca walki zawodników niezwiązanych z TNA, nie została wyemitowana. Do drugiej części, wyemitowanej 4 lipca 2014, dołączono sześcioosobowe starcie drużynowe, które odbyło się podczas gali Lockdown.
| Nr                                 | Wyniki | Stypulacje                                             | Czas  |
| ---------------------------------- | --- | ------------------------------------------------------ | ----- |
| 1                                  | Bad Influence (Christopher Daniels i Kazarian) pokonali Junior Stars (Kojiego Kanemoto i Minoru Tanakę)                                                | Tag Team match                                         | 10:43 |
| 2                                  | Gail Kim pokonała Madison Rayne | Singles match                                          | 5:26  |
| 3                                  | Abyss vs. Yoshihiro Takayama zakończyło się bez rezultatu                                                                                              | Singles match                                          | 6:45  |
| 4                                  | Masakatsu Funaki pokonał Bobby’ego Roode’a | Singles match                                          | 11:27 |
| 5                                  | The Great Muta, Rob Terry i Taiyō Kea pokonali Masayukiego Kono, René Duprée i Samoa Joego                                                             | 6-Man Tag Team match                                   | 13:34 |
| 6                                  | The BroMans (Jessie Godderz i Robbie E) pokonali The Wolves (Daveya Richardsa i Eddiego Edwardsa) (c) oraz Team 246 (Kaza Hayashiego i Shujiego Kondo) | 3-Way Tag Team match o TNA World Tag Team Championship | 12:45 |
| 7                                  | Sanada pokonał Austina Ariesa (c) | Singles match o TNA X Division Championship            | 17:40 |
| 8                                  | The Great Muta, Sanada i Yasu pokonali Bad Influence (Christophera Danielsa i Kazariana) i Chrisa Sabina                                               | 6-Man Tag Team Steel Cage match                        | 9:25  |
| 9                                  | Magnus (c) pokonał Kaia | Singles match o TNA World Heavyweight Championship     | 14:37 |
| (c) – mistrz/mistrzyni przed walką | |                                                        |       |

### X-Travaganza 2014
One Night Only: X-Travaganza 2014 – gala wrestlingu, zorganizowana przez Total Nonstop Action Wrestling. Odbyła się 12 kwietnia 2014 w Impact Zone i wyemitowana 1 sierpnia 2014 w systemie pay-per-view.
Wydarzenie skupiało się na X-Division. Sześciu zawodników X Division zmierzyło się z sześcioma członkami głównego rosteru TNA o miejsce w walce wieczoru – Ultimate X matchu. Zwycięzca walki wieczoru otrzymał prawo do walki o TNA X Division Championship.
| Nr                                 | Wyniki                                                                                                | Stypulacje                                                                | Czas  |
| ---------------------------------- | --- | ------------------------------------------------------------------------- | ----- |
| 1                                  | Low Ki pokonał Chrisa Sabina                                                                          | Singles match W wypadku wygranej Low Ki przechodzi do Ultimate X matchu   | 9:30  |
| 2                                  | Rashad Cameron pokonał DJ Z                                                                           | Singles match W wypadku wygranej Cameron przechodzi do Ultimate X matchu  | 9:13  |
| 3                                  | Kenny King pokonał Rubixa                                                                             | Singles match W wypadku wygranej Rubix przechodzi do Ultimate X matchu    | 7:02  |
| 4                                  | Ace Vedder pokonał Manik                                                                              | Singles match W wypadku wygranej Vedder przechodzi do Ultimate X matchu   | 8:50  |
| 5                                  | Sonjay Dutt pokonał Rockstar Spuda                                                                    | Singles match W wypadku wygranej Dutt przechodzi do Ultimate X matchu     | 8:05  |
| 6                                  | Tigre Uno pokonał Peteya Williamsa                                                                    | Singles match W wypadku wygranej Williams przechodzi do Ultimate X matchu | 6:43  |
| 7                                  | The Wolves (Eddie Edwards i Davey Richards) pokonał Bad Influence (Christophera Danielsa i Kazariana) | EC3 Invitational Ladder match o 25 000 dolarów                            | 14:16 |
| 8                                  | Sanada (c) pokonał Austina Ariesa (2–0)                                                               | 2-out-of-3 Falls match o TNA X Division Championship                      | 15:51 |
| 9                                  | Low Ki pokonał Rashada Camerona, Ace’a Veddera i Sonjaya Dutta                                        | Ultimate X match o prawo walki o TNA X Division Championship              | 12:07 |
| (c) – mistrz/mistrzyni przed walką | |                                                                           |       |

### World Cup 2014
One Night Only: World Cup 2014 – gala wrestlingu, zorganizowana przez Total Nonstop Action Wrestling. Odbyła się 12 kwietnia 2014 w Impact Zone i wyemitowana 5 września 2014 w systemie pay-per-view.
World Cup było turniejem, w którym wzięły udział drużyny reprezentujące Erika Younga, Kurta Angle’a, Ethana Cartera III i Bobby’ego Roode’a.
Drużyny i członkowie
| - Team Young - Eric Young (kapitan) - Bully Ray - Eddie Edwards - Gunner - ODB | - Team Angle - Kurt Angle (kapitan) - Davey Richards - Mr. Anderson - Sanada - Madison Rayne | - Team EC3 - Ethan Carter III (kapitan) - Jessie Godderz - Robbie E - Magnus - Gail Kim | - Team Roode - Bobby Roode (kapitan) - James Storm - Kenny King - Samuel Shaw - Angelina Love |

| Nr                                 | Wyniki | Stypulacje                        | Czas  |
| ---------------------------------- | --- | --------------------------------- | ----- |
| 1                                  | Eddie Edwards (Team Young) pokonał Jamesa Storma (Team Roode) | Singles match                     | 9:51  |
| 2                                  | Gail Kim (Team EC3) pokonała Madison Rayne (Team Angle) | Singles match                     | 6:57  |
| 3                                  | The BroMans (Jessie Godderz i Robbie E) (z DJZ) (Team EC3) pokonali Mr. Andersona i Sanadę (Team Angle)                                                                             | Tag Team match                    | 8:24  |
| 4                                  | Eric Young (Team Young) pokonał Bobby’ego Roode’a (Team Roode) | Singles match                     | 12:50 |
| 5                                  | Kurt Angle (Team Angle) pokonał Magnusa (Team EC3) | Singles match                     | 7:57  |
| 6                                  | Angelina Love (z Velvet Sky) (Team Roode) pokonała ODB (Team Young) | Singles match                     | 7:06  |
| 7                                  | Ethan Carter III (z Rockstar Spudem) (Team EC3) pokonał Daveya Richardsa (Team Angle)                                                                                               | Singles match                     | 11:23 |
| 8                                  | Bully Ray i Gunner (Team Young) pokonali Samuela Shawa i Kenny’ego Kinga (Team Roode)                                                                                               | Tag Team match                    | 8:50  |
| 9                                  | Team Young (Eric Young, Bully Ray, Eddie Edwards, Gunner i ODB) pokonali Team EC3 (Ethana Cartera III, Jessiego Godderza, Robbiego E, Magnusa i Gail Kim) (z Rockstar Spudem i DJZ) | 5-on-5 Elimination Tag Team match | 18:03 |
| (c) – mistrz/mistrzyni przed walką | |                                   |       |

Punktacja
| Miejsce | Drużyna    | Ilość punktów | Ilość walk |
| ------- | ---------- | ------------- | ---------- |
| 1       | Team Young | 4             | 5          |
| 2       | Team EC3   | 3             | 5          |
| 3       | Team Roode | 1             | 4          |
| 3       | Team Angle | 1             | 4          |

### Knockouts Knockdown 2014
One Night Only: Knockouts Knockdown 2014 – gala wrestlingu, zorganizowana przez Total Nonstop Action Wrestling. Odbyła się 10 maja 2014 w Impact Zone i wyemitowana 7 listopada 2014 w systemie pay-per-view.
Knockouts Knockdown skupiało się na walkach Knockouts TNA oraz niezależnych zawodniczek. Wrestlerki walczyły o miejsce w walce wieczoru – Gauntlet Battle Royalu. Zwyciężczyni Battle Royalu otrzymała miano „Queen of the Knockouts”.
| Nr                                 | Wyniki | Stypulacje                                                      | Czas  |
| ---------------------------------- | --- | --------------------------------------------------------------- | ----- |
| 1                                  | Gail Kim pokonała Vedę Scott                                                                                       | Singles match Walka kwalifikacyjna do Knockouts Gauntlet matchu | 7:34  |
| 2                                  | Angelina Love pokonała Scarlett                                                                                    | Singles match Walka kwalifikacyjna do Knockouts Gauntlet matchu | 4:50  |
| 3                                  | Reby pokonała Velvet Sky                                                                                           | Singles match Walka kwalifikacyjna do Knockouts Gauntlet matchu | 6:55  |
| 4                                  | Madison Rayne pokonała Jessickę Havok                                                                              | Singles match Walka kwalifikacyjna do Knockouts Gauntlet matchu | 8:33  |
| 5                                  | Taryn Terrell pokonała Karlee Perez                                                                                | Singles match Walka kwalifikacyjna do Knockouts Gauntlet matchu | 4:32  |
| 6                                  | Mia Yim pokonała Brittany                                                                                          | Singles match Walka kwalifikacyjna do Knockouts Gauntlet matchu | 6:51  |
| 7                                  | Brooke Tessmacher pokonała Deonnę                                                                                  | Singles match Walka kwalifikacyjna do Knockouts Gauntlet matchu | 7:24  |
| 8                                  | Marti Belle (z Rockstar Spudem) pokonała ODB                                                                       | Singles match Walka kwalifikacyjna do Knockouts Gauntlet matchu | 6:12  |
| 9                                  | ODB pokonała Rockstar Spuda                                                                                        | Singles match                                                   | 3:21  |
| 10                                 | Madison Rayne pokonała Angelinę Love, Gail Kim, Brooke Tessmacher, Marti Belle, Taryn Terrell, Reby Sky, i Mię Yim | Knockouts Gauntlet match o miano „Queen of the Knockouts”       | 20:50 |
| (c) – mistrz/mistrzyni przed walką | |                                                                 |       |

### Victory Road
One Night Only: Victory Road – gala wrestlingu, zorganizowana przez Total Nonstop Action Wrestling. Odbyła się 10 maja 2014 w Impact Zone i wyemitowana 5 grudnia 2014 w systemie pay-per-view.
Na Victory Road wrestlerzy walczyli ze sobą w walkach singlowych o miejsce w walce wieczoru – Gauntlet Battle Royalu. Zwycięzca walki wieczoru otrzymał prawo do walki o TNA World Heavyweight Championship.
| Nr                                 | Wyniki | Stypulacje                                                                         | Czas  |
| ---------------------------------- | --- | ---------------------------------------------------------------------------------- | ----- |
| 1                                  | Austin Aries pokonał Kenny’ego Kinga | Singles match Walka kwalifikacyjna do Gauntlet Battle Royalu                       | 10:10 |
| 2                                  | Bram pokonał Daveya Richardsa | Singles match Walka kwalifikacyjna do Gauntlet Battle Royalu                       | 8:01  |
| 3                                  | James Storm i Kazarian pokonali The Menagerie (Knuxa i The Freaka) | Tag Team match Walka kwalifikacyjna do Gauntlet Battle Royalu                      | 5:52  |
| 4                                  | Lashey pokonał Samoa Joego | Singles match Walka kwalifikacyjna do Gauntlet Battle Royalu                       | 7:48  |
| 5                                  | Abyss pokonał Mr. Andersona | Singles match Walka kwalifikacyjna do Gauntlet Battle Royalu                       | 7:05  |
| 6                                  | The BroMans (Jessie Godderz i Robbie E) (z DJZ) pokonali Bully’ego Raya i Rockstar Spuda                                                                              | Tag Team match Walka kwalifikacyjna do Gauntlet Battle Royalu                      | 7:28  |
| 7                                  | Gunner pokonał Magnus | Singles match Walka kwalifikacyjna do Gauntlet Battle Royalu                       | 8:31  |
| 8                                  | Ethan Carter III pokonał Sanadę | Singles match Walka kwalifikacyjna do Gauntlet Battle Royalu                       | 6:23  |
| 9                                  | Samuel Shaw pokonał Crazzy Steve’a | Singles match Walka kwalifikacyjna do Gauntlet Battle Royalu                       | 4:00  |
| 10                                 | Eddie Edwards pokonał DJZ i Tigre Uno | 3-Way match Walka kwalifikacyjna do Gauntlet Battle Royalu                         | 9:50  |
| 11                                 | Gunner pokonał Jamesa Storma, Kazariana, Eddiego Edwardsa, Samuela Shawa, Ethana Cartera III, Abyssa, Lashleya, Austina Ariesa, Brama, Jessiego Godderza i Robbiego E | 12-Man Gauntlet Battle Royal o prawo do walki o TNA World Heavyweight Championship | 26:00 |
| (c) – mistrz/mistrzyni przed walką | |                                                                                    |       |

## 2015

### Turning Point
One Night Only: Turning Point – gala wrestlingu, zorganizowana przez Total Nonstop Action Wrestling. Odbyła się 5 września 2014 w John Paul Jones Arena w Charlottesville w stanie Wirginia i wyemitowana 9 stycznia 2015 w systemie pay-per-view.
| Nr                                 | Wyniki                                                             | Stypulacje           | Czas  |
| ---------------------------------- | ------------------------------------------------------------------ | -------------------- | ----- |
| 1                                  | Samoa Joe pokonał Kenny’ego Kinga                                  | Singles match        | 7:55  |
| 2                                  | Gail Kim pokonała Madison Rayne i Angelinę Love                    | 3-Way match          | 8:47  |
| 3                                  | The Great Sanada pokonał Austina Ariesa                            | Singles match        | 16:05 |
| 4                                  | Gunner i Mr. Anderson pokonali Ethana Cartera III i Rockstar Spuda | Tag Team match       | 11:30 |
| 5                                  | Eric Young pokonał Magnusa                                         | Singles match        | 11:40 |
| 6                                  | Bram pokonał Abyssa                                                | Monster's Ball match | 11:01 |
| 7                                  | Bobby Roode pokonał Jamesa Storma                                  | Singles match        | 11:50 |
| 8                                  | Jeff Hardy pokonał MVP                                             | Singles match        | 16:14 |
| (c) – mistrz/mistrzyni przed walką |                                                                    |                      |       |

### Rivals
One Night Only: Rivals – gala wrestlingu, zorganizowana przez Total Nonstop Action Wrestling. Odbyła się 6 września 2014 w Royal Palace Theatre w Roanoke Rapids w Karolinie Północnej i wyemitowana 6 lutego 2015 w systemie pay-per-view.
Podczas Rivals na jedną noc wznowione zostały najbardziej zacięte rywalizacje między zawodnikami.
| Nr                                 | Wyniki                                                                    | Stypulacje                                                                                                   | Czas  |
| ---------------------------------- | ------------------------------------------------------------------------- | --- | ----- |
| 1                                  | Taryn Terrell pokonała Gail Kim                                           | Singles match                                                                                                | 13:03 |
| 2                                  | James Storm pokonał Mr. Andersona                                         | Singles match                                                                                                | 9:09  |
| 3                                  | Kenny King pokonał The Great Sanada, DJ Z i Samoa Joego                   | 4-Way Elimination match                                                                                      | 9:15  |
| 4                                  | Bram pokonał Gunner                                                       | Singles match                                                                                                | 9:22  |
| 5                                  | Ethan Carter III (z Rockstar Spudem) pokonał Austina Ariesa               | Singles match                                                                                                | 8:27  |
| 6                                  | Eric Young pokonał Abyssa                                                 | Monster's Ball match                                                                                         | 11:34 |
| 7                                  | Angelina Love pokonała Madison Rayne                                      | Singles match                                                                                                | 8:44  |
| 8                                  | Bobby Roode pokonał Bobby’ego Lashleya (c)                                | Singles match o TNA World Heavyweight Championship (Walka z odcinka Impact Wrestling z 24 października 2014) | 17:49 |
| 9                                  | Bobby Roode pokonał MVP poprzez dyskwalifikację                           | Singles match                                                                                                | 2:30  |
| 10                                 | Beat Down Clan (Kenny King i MVP) pokonali Bobby’ego Roode i Erika Younga | Tag Team match                                                                                               | 8:18  |
| 11                                 | Jeff Hardy pokonał Magnusa                                                | Singles match                                                                                                | 10:12 |
| (c) – mistrz/mistrzyni przed walką |                                                                           | |       |

### Joker’s Wild 2015
One Night Only: Joker’s Wild 2015 – gala wrestlingu, zorganizowana przez Total Nonstop Action Wrestling. Odbyła się 14 lutego 2015 w Impact Zone w Orlando na Florydzie i wyemitowana 6 marca 2015 w systemie pay-per-view.
Gala skupiała się na walkach drużynowych. Tag team partnerzy przypisywani byli do siebie losowo, tak utworzone drużyny walczyły ze sobą o miejsce w walce wieczoru – Gauntlet Battle Royalu. Nagrodą za wygranie Battle Royalu było 100 000 dolarów amerykańskich.
| Nr                                 | Wyniki                                                                                  | Stypulacje                                                    | Czas  |
| ---------------------------------- | --------------------------------------------------------------------------------------- | ------------------------------------------------------------- | ----- |
| 1                                  | The BroMans (Robbie E i Jessie Godderz) pokonali Al Snowa i Mr. Andersona               | Tag Team match Walka kwalifikacyjna do Gauntlet Battle Royalu | 9:15  |
| 2                                  | Rockstar Spud i Awesome Kong pokonali Samuela Shawa i DJ-a Z                            | Tag Team match Walka kwalifikacyjna do Gauntlet Battle Royalu | 6:32  |
| 3                                  | The Wolves (Eddie Edwards i Davey Richards) pokonali Bobby’ego Roode’a i Austina Ariesa | Tag Team match Walka kwalifikacyjna do Gauntlet Battle Royalu | 12:40 |
| 4                                  | Ethan Carter III i Crazzy Steve pokonali Knuxa i Tyrusa                                 | Tag Team match Walka kwalifikacyjna do Gauntlet Battle Royalu | 4:30  |
| 5                                  | Eric Young i Bram pokonali Magnusa i Tommy’ego Dreamera                                 | Tag Team match Walka kwalifikacyjna do Gauntlet Battle Royalu | 9:20  |
| 6                                  | James Storm i Gunner pokonali Kenny’ego Kinga i Chrisa Melendeza                        | Tag Team match Walka kwalifikacyjna do Gauntlet Battle Royalu | 7:03  |
| 7                                  | Sonjay Dutt i Gail Kim pokonali Tigre Uno i Manika                                      | Tag Team match Walka kwalifikacyjna do Gauntlet Battle Royalu | 9:08  |
| 8                                  | Lashley i Khoya pokonali The Revolution (Abyssa i The Great Sanadę)                     | Tag Team match Walka kwalifikacyjna do Gauntlet Battle Royalu | 8:55  |
| 9                                  | Lashley wygrał walkę, eliminując Ethana Cartera III jako ostatniego                     | 16-Person Intergender Joker’s Wild Gauntlet Battle Royal      | 32:10 |
| (c) – mistrz/mistrzyni przed walką |                                                                                         |                                                               |       |

### Hardcore Justice 2015
One Night Only: Hardcore Justice 2015 – gala wrestlingu, zorganizowana przez Total Nonstop Action Wrestling. Odbyła się 13 lutego 2015 w Impact Zone w Orlando na Florydzie i wyemitowana 1 kwietnia 2015 w systemie pay-per-view.
Hardcore Justice skupiało się na walkach bez dyskwalifikacji.
| Nr                                 | Wyniki | Stypulacje                            | Czas  |
| ---------------------------------- | --- | ------------------------------------- | ----- |
| 1                                  | The Wolves (Eddie Edwards i Davey Richards) pokonali The Revolution (Manika i The Great Sanadę)                                                           | Ladder match                          | 10:08 |
| 2                                  | Drew Galloway pokonał Kenny’ego Kinga | Pipe on a Pole match                  | 9:45  |
| 3                                  | Eric Young pokonał Gunnera | Tables match                          | 10:07 |
| 4                                  | Gail Kim pokonała Havok | Street Fight                          | 7:31  |
| 5                                  | Matt Hardy pokonał Abyssa | Monster's Ball match                  | 11:30 |
| 6                                  | James Storm pokonał Chrisa Melendeza, Crazzy Steve’a, Crimson, DJ-a Z, Jessiego Godderza, Khoyę, Knuxa, Mr. Andersona, Robbiego E, Samuela Shawa i Tyrusa | 12-Man Hardcore Gauntlet Battle Royal | 24:13 |
| 7                                  | Ethan Carter III pokonał Rockstar Spuda | First Blood match                     | 10:41 |
| 8                                  | Bram pokonał Tommy’ego Dreamera | Six Sides of Steel match              | 11:35 |
| 9                                  | Bobby Roode pokonał Lashleya | Last Man Standing match               | 13:00 |
| (c) – mistrz/mistrzyni przed walką | |                                       |       |

### X-Travaganza 2015
One Night Only: X-Travaganza 2015 – gala wrestlingu, zorganizowana przez Total Nonstop Action Wrestling. Odbyła się 15 lutego 2015 w Impact Zone w Orlando na Florydzie i została wyemitowana 6 maja 2015 w systemie pay-per-view.
Gala skupiała się na X Division. Wrestlerzy mierzyli się ze sobą o miejsce w walce wieczoru – Ultimate X matchu.
| Nr                                 | Wyniki | Stypulacje                                                                  | Czas  |
| ---------------------------------- | --- | --------------------------------------------------------------------------- | ----- |
| 1                                  | Tigre Uno pokonał Sonjaya Dutta                                                                                            | Singles match Walka kwalifikacyjna do Ultimate X matchu                     | 9:00  |
| 2                                  | Kenny King pokonał Jaya Riosa i Peppera Parksa                                                                             | 3-Way match Walka kwalifikacyjna do Ultimate X matchu                       | 6:25  |
| 3                                  | Manik pokonał Johna Yurnita                                                                                                | Singles match Walka kwalifikacyjna do Ultimate X matchu                     | 6:52  |
| 4                                  | Crazzy Steve pokonał The Great Sanadę i Jonathana Cruza                                                                    | 3-Way match Walka kwalifikacyjna do Ultimate X matchu                       | 6:21  |
| 5                                  | Sanada (c) pokonał Crazzy Steve’a (z Knuxem, Rebel i The Freakiem), Daveya Richardsa, Eddiego Edwardsa, Manika i Tigre Uno | Ladder match o TNA X Division Championship (Walka z gali Slammiversary XII) | 9:41  |
| 6                                  | Rockstar Spud pokonał Daltona Castle                                                                                       | Singles match Walka kwalifikacyjna do Ultimate X matchu                     | 6:19  |
| 7                                  | DJ Z pokonał Mikaze | Singles match Walka kwalifikacyjna do Ultimate X matchu                     | 6:40  |
| 8                                  | Taryn Terrell pokonała Angelinę Love, Brooke, Gail Kim i Madison Rayne                                                     | Ladder match                                                                | 7:17  |
| 9                                  | Davey Richards pokonał Eddiego Edwardsa                                                                                    | Singles match                                                               | 9:09  |
| 10                                 | Austin Aries pokonał Matta Hardy’ego                                                                                       | Singles match                                                               | 14:20 |
| 11                                 | Rockstar Spud pokonał Kenny’ego Kinga, DJ-a Z, Crazzy Steve’a, Manika i Tigre Uno                                          | Ultimate X match                                                            | 17:49 |
| (c) – mistrz/mistrzyni przed walką | |                                                                             |       |

### Knockouts Knockdown 2015
One Night Only: Knockouts Knockdown 2015 – gala wrestlingu, zorganizowana przez Total Nonstop Action Wrestling. Odbyła się 15 lutego 2015 w Impact Zone w Orlando na Florydzie i została wyemitowana 1 lipca 2015 w systemie pay-per-view.
Knockouts Knockdown skupiało się na walkach Knockouts TNA oraz niezależnych zawodniczek. Wrestlerki walczyły o miejsce w walce wieczoru – Gauntlet Battle Royalu. Zwyciężczyni Battle Royalu otrzymała miano „Queen of the Knockouts”.
| Nr                                 | Wyniki | Stypulacje                                                                                      | Czas  |
| ---------------------------------- | --- | ----------------------------------------------------------------------------------------------- | ----- |
| 1                                  | Madison Rayne pokonała Alishę                                                                                                   | Singles match Walka kwalifikacyjna do Gauntlet Battle Royalu                                    | 6:30  |
| 2                                  | Thea Trinidad pokonała Angelinę Love przez wyliczenie pozaringowe                                                               | Singles match Walka kwalifikacyjna do Gauntlet Battle Royalu                                    | 7:43  |
| 3                                  | Gail Kim pokonała Laurę Dennis                                                                                                  | Singles match Walka kwalifikacyjna do Gauntlet Battle Royalu                                    | 7:28  |
| 4                                  | Havok pokonała Solo Darling | Singles match Walka kwalifikacyjna do Gauntlet Battle Royalu                                    | 5:45  |
| 5                                  | Taryn Terrell pokonała Gail Kim i Havok (c)                                                                                     | 3-Way match o TNA Knockouts Championship (Walka z odcinka Impact Wrestling z 14 listopada 2014) | 14:00 |
| 6                                  | Taryn Terrell pokonał Su Yung                                                                                                   | Singles match Walka kwalifikacyjna do Gauntlet Battle Royalu                                    | 6:04  |
| 7                                  | Brooke pokonała Mię Yim | Singles match Walka kwalifikacyjna do Gauntlet Battle Royalu                                    | 4:41  |
| 8                                  | Awesome Kong pokonała MaryKate                                                                                                  | Singles match Walka kwalifikacyjna do Gauntlet Battle Royalu                                    | 4:07  |
| 9                                  | The Menagerie (Knux, Crazzy Steve i Rebel) pokonali The BroMans (Jessiego Godderza i Robbiego E) oraz Angelinę Love (z DJ-em Z) | 6-Person Intergender Elimination Tag Team match                                                 | 10:19 |
| 10                                 | Awesome Kong pokonała Theę Trinidad, Gail Kim, Taryn Terrell, Havok, Madison Rayne i Brooke                                     | Knockouts Gauntlet Battle Royal o miano „Queen of the Knockouts”                                | 14:03 |
| (c) – mistrz/mistrzyni przed walką | |                                                                                                 |       |

### World Cup 2015
One Night Only: World Cup 2015 – gala wrestlingu, zorganizowana przez Total Nonstop Action Wrestling. Odbyła się 15 lutego 2015 w Impact Zone w Orlando na Florydzie i została wyemitowana 5 sierpnia 2015 w systemie pay-per-view.
World Cup było turniejem, w którym wzięły udział drużyny reprezentujące Erika Younga, Jeffa Hardy’ego, Ethana Cartera III i Bobby’ego Roode’a.
Drużyny i członkowie
| - Team Young - Eric Young (kapitan) - Abyss - Bram - Manik - Samuel Shaw - Havok | - Team Hardy - Jeff Hardy (kapitan) - Davey Richards - Gunner - Rockstar Spud - Crazzy Steve - Gail Kim | - Team EC3 - Ethan Carter III (kapitan) - James Storm - Robbie E - Jessie Godderz - Tyrus - Awesome Kong | - Team Roode - Bobby Roode (kapitan) - Mr. Anderson - Lashley - Magnus - Austin Aries - Taryn Terell |

| Nr                                 | Wyniki | Stypulacje                        | Czas  |
| ---------------------------------- | --- | --------------------------------- | ----- |
| 1                                  | Austin Aries (Team Roode) pokonał Brama (Team Young) | Singles match                     | 11:01 |
| 2                                  | Lashley (Team Roode) pokonał Jamesa Storma (z Khoyą) (Team EC3) | Singles match                     | 7:16  |
| 3                                  | The BroMans (Jessie Godderz i Robbie E) (Team EC3) pokonali Mr. Andersona i Magnus (Team Roode) | Tag Team match                    | 5:35  |
| 4                                  | Rockstar Spud i Davey Richards (Team Hardy) pokonali The Revolution (Abyssa i Manika) (Team Young) | Tag Team match                    | 8:55  |
| 5                                  | Samuel Shaw (Team Young) pokonał Crazzy Steve’a (Team Hardy) | Singles match                     | 7:52  |
| 6                                  | Awesome Kong (Team EC3) pokonała Havok (Team Young) | Hardcore match                    | 4:47  |
| 7                                  | Tyrus (Team EC3) pokonał Gunnera (Team Hardy) | Singles match                     | 5:02  |
| 8                                  | Gail Kim (Team Hardy) pokonała Taryn Terrell (Team Roode) | Singles match                     | 8:05  |
| 9                                  | Jeff Hardy pokonał Erika Younga, Ethana Cartera III i Bobby’ego Roode’a | 4-Way match                       | 7:55  |
| 10                                 | Team Hardy (Jeff Hardy, Gunner, Crazzy Steve, Rockstar Spud, Davey Richards i Gail Kim) pokonali Team EC3 (Ethana Cartera III, Jamesa Storma, Jessiego Godderza, Robbiego E, Tyrusa i Awesome Kong) (z Khoyą) | 6-on-6 Elimination Tag Team match | 18:03 |
| (c) – mistrz/mistrzyni przed walką | |                                   |       |

Punktacja
| Miejsce | Drużyna    | Ilość punktów | Ilość walk |
| ------- | ---------- | ------------- | ---------- |
| 1       | Team Hardy | 4             | 6          |
| 2       | Team EC3   | 3             | 6          |
| 3       | Team Roode | 2             | 5          |
| 4       | Team Young | 1             | 5          |

### Gut Check
One Night Only: Gut Check – gala wrestlingu, zorganizowana przez Total Nonstop Action Wrestling. Odbyła się 16 lutego 2015 w Impact Zone w Orlando na Florydzie i została wyemitowana 4 września 2015 w systemie pay-per-view.
Gala skupiała się na walkach zawodników biorących udział w programie tryoutowym TNA Gut Check. Wrestlerzy z Gut Check mierzyli się z członkami głównego rosteru TNA; w wypadku wygranej otrzymywali miejsce w walce wieczoru, której stawką był występ podczas następnego odcinka tygodniówki Impact Wrestling.
| Nr                                 | Wyniki                                                                                                 | Stypulacje                                                                   | Czas  |
| ---------------------------------- | --- | ---------------------------------------------------------------------------- | ----- |
| 1                                  | Martin Stone pokonał Jessiego Godderza (z Angeliną Love)                                               | Singles match W wypadku wygranej Stone przechodzi do walki wieczoru          | 8:25  |
| 2                                  | MVP pokonał Jona Davisa                                                                                | Singles match W wypadku wygranej Davis przechodzi do walki wieczoru          | 7:20  |
| 3                                  | The Revolution (James Storm i Manik) (z Khoyą) pokonali The Von Erichs (Marshalla i Rossa Von Erichów) | Tag Team match W wypadku wygranej Von Erichowie przechodzą do walki wieczoru | 8:10  |
| 4                                  | Shaun Ricker pokonał Crazzy Steve’a                                                                    | Singles match W wypadku wygranej Ricker przechodzi do walki wieczoru         | 5:40  |
| 5                                  | Davey Richards pokonał Tony’ego Kozinę                                                                 | Singles match W wypadku wygranej Kozina przechodzi do walki wieczoru         | 7:45  |
| 6                                  | Crimson pokonał Samuela Shawa                                                                          | Singles match W wypadku wygranej Crimson przechodzi do walki wieczoru        | 6:10  |
| 7                                  | Tevita Fifita pokonał Ethana Cartera III (z Tyrusem) poprzez dyskwalifikację                           | Singles match W wypadku wygranej Fifta przechodzi do walki wieczoru          | 5:16  |
| 8                                  | Dalton Castle pokonał DJ-a Z                                                                           | Singles match W wypadku wygranej Castle przechodzi do walki wieczoru         | 7:04  |
| 9                                  | Drew Galloway pokonał Peppera Parksa (z Laurą Dennis)                                                  | Singles match W wypadku wygranej Parks przechodzi do walki wieczoru          | 6:48  |
| 10                                 | Tevita Fifita pokonał Shauna Rickera, Martina Stone’a, Daltona Castle i Crimsona                       | 5-Way Elimination match                                                      | 14:15 |
| (c) – mistrz/mistrzyni przed walką | |                                                                              |       |

### The TNA Classic
One Night Only: The TNA Classic – gala wrestlingu, zorganizowana przez Total Nonstop Action Wrestling. Odbyła się 16 lutego 2015 w Impact Zone w Orlando na Florydzie i została wyemitowana 6 listopada 2015 w systemie pay-per-view.
Motywem charakterystycznym The TNA Classic był turniej, w którym wzięło udział szesnastu zawodników federacji.
| Nr                                 | Wyniki                                                                       | Stypulacje                   | Czas |
| ---------------------------------- | ---------------------------------------------------------------------------- | ---------------------------- | ---- |
| 1                                  | Gunner pokonał The Great Sanadę                                              | Singles match                | 4:55 |
| 2                                  | Mr. Anderson pokonał DJ-a Z                                                  | Singles match                | 4:09 |
| 3                                  | Bram pokonał Sonjaya Dutta                                                   | Singles match                | 4:46 |
| 4                                  | Austin Aries pokonał Khoyę                                                   | Singles match                | 5:39 |
| 5                                  | MVP pokonał Daveya Richardsa                                                 | Singles match                | 8:25 |
| 6                                  | Eric Young vs. Bobby Roode zakończyło się podwójnym wyliczeniem pozaringowym | Singles match                | 9:25 |
| 7                                  | Knux pokonał Kenny’ego Kinga                                                 | Singles match                | 7:45 |
| 8                                  | Rockstar Spud pokonał Robbiego E                                             | Singles match                | 5:30 |
| 9                                  | Gunner pokonał Mr. Andersona                                                 | Singles match                | 7:55 |
| 10                                 | Bram pokonał Austina Ariesa                                                  | Singles match                | 7:27 |
| 11                                 | Rockstar Spud pokonał Knuxa                                                  | Singles match                | 7:01 |
| 12                                 | Gunner pokonał MVP                                                           | Singles match                | 6:20 |
| 13                                 | Bram pokonał Rockstar Spuda                                                  | Singles match                | 1:35 |
| 14                                 | Brooke, Taryn Terrell i Rebel pokonały Havok, Madison Rayne i Angelina Love  | Six Knockouts Tag Team match | 5:50 |
| 15                                 | Gunner pokonał Brama                                                         | Singles match                | 6:30 |
| (c) – mistrz/mistrzyni przed walką |                                                                              |                              |      |

Drabinka turnieju
|  | Pierwsza runda   | Pierwsza runda |               |       | Ćwierćfinały | Ćwierćfinały |  |  | Półfinały | Półfinały |  |  | Finał | Finał |
|  |                  |                |               |       |              |              |  |  |           |           |  |  |       |       |
|  |                  |                |               |       |              |              |  |  |           |           |  |  |       |       |
|  |                  |                |               |       |              |              |  |  |           |           |  |  |       |       |
|  | Gunner           | Pin            |               |       |              |              |  |  |           |           |  |  |       |       |
|  | Gunner           | Pin            |               |       |              |              |  |  |           |           |  |  |       |       |
|  | The Great Sanada | 4:55           |               |       |              |              |  |  |           |           |  |  |       |       |
|  | The Great Sanada | 4:55           | Gunner        | Pin   |              |              |  |  |           |           |  |  |       |       |
|  |                  |                | Gunner        | Pin   |              |              |  |  |           |           |  |  |       |       |
|  |                  | Mr. Anderson   | 7:55          |       |              |              |  |  |           |           |  |  |       |       |
|  | Mr. Anderson     | Mr. Anderson   | 7:55          | Pin   |              |              |  |  |           |           |  |  |       |       |
|  | Mr. Anderson     |                |               | Pin   |              |              |  |  |           |           |  |  |       |       |
|  | DJ Z             | 4:09           |               |       |              |              |  |  |           |           |  |  |       |       |
|  | DJ Z             | 4:09           | Gunner        | Pin   |              |              |  |  |           |           |  |  |       |       |
|  |                  |                | Gunner        | Pin   |              |              |  |  |           |           |  |  |       |       |
|  |                  | MVP            | 6:20          |       |              |              |  |  |           |           |  |  |       |       |
|  | MVP              | MVP            | 6:20          | Pin   |              |              |  |  |           |           |  |  |       |       |
|  | MVP              |                |               | Pin   |              |              |  |  |           |           |  |  |       |       |
|  | Davey Richards   | 8:25           |               |       |              |              |  |  |           |           |  |  |       |       |
|  | Davey Richards   | 8:25           | MVP           | –     |              |              |  |  |           |           |  |  |       |       |
|  |                  |                | MVP           | –     |              |              |  |  |           |           |  |  |       |       |
|  |                  | –              | –             |       |              |              |  |  |           |           |  |  |       |       |
|  | Bobby Roode      | –              | –             | Remis |              |              |  |  |           |           |  |  |       |       |
|  | Bobby Roode      |                |               | Remis |              |              |  |  |           |           |  |  |       |       |
|  | Eric Young       | 9:25           |               |       |              |              |  |  |           |           |  |  |       |       |
|  | Eric Young       | 9:25           | Gunner        | Pin   |              |              |  |  |           |           |  |  |       |       |
|  |                  |                | Gunner        | Pin   |              |              |  |  |           |           |  |  |       |       |
|  |                  | Bram           | 6:30          |       |              |              |  |  |           |           |  |  |       |       |
|  | Bram             | Bram           | 6:30          | Pin   |              |              |  |  |           |           |  |  |       |       |
|  | Bram             |                |               | Pin   |              |              |  |  |           |           |  |  |       |       |
|  | Sonjay Dutt      | 4:46           |               |       |              |              |  |  |           |           |  |  |       |       |
|  | Sonjay Dutt      | 4:46           | Bram          | Pin   |              |              |  |  |           |           |  |  |       |       |
|  |                  |                | Bram          | Pin   |              |              |  |  |           |           |  |  |       |       |
|  |                  | Austin Aires   | 7:27          |       |              |              |  |  |           |           |  |  |       |       |
|  | Austin Aries     | Austin Aires   | 7:27          | Pin   |              |              |  |  |           |           |  |  |       |       |
|  | Austin Aries     |                |               | Pin   |              |              |  |  |           |           |  |  |       |       |
|  | Khoya            | 5:39           |               |       |              |              |  |  |           |           |  |  |       |       |
|  | Khoya            | 5:39           | Bram          | Pin   |              |              |  |  |           |           |  |  |       |       |
|  |                  |                | Bram          | Pin   |              |              |  |  |           |           |  |  |       |       |
|  |                  | Rockstar Spud  | 1:35          |       |              |              |  |  |           |           |  |  |       |       |
|  | Rockstar Spud    | Rockstar Spud  | 1:35          | Pin   |              |              |  |  |           |           |  |  |       |       |
|  | Rockstar Spud    |                |               | Pin   |              |              |  |  |           |           |  |  |       |       |
|  | Robbie E         | 5:30           |               |       |              |              |  |  |           |           |  |  |       |       |
|  | Robbie E         | 5:30           | Rockstar Spud | Pin   |              |              |  |  |           |           |  |  |       |       |
|  |                  |                | Rockstar Spud | Pin   |              |              |  |  |           |           |  |  |       |       |
|  |                  | Knux           | 7:01          |       |              |              |  |  |           |           |  |  |       |       |
|  | Knux             | Knux           | 7:01          | Pin   |              |              |  |  |           |           |  |  |       |       |
|  | Knux             |                |               | Pin   |              |              |  |  |           |           |  |  |       |       |
|  | Kenny King       | 7:45           |               |       |              |              |  |  |           |           |  |  |       |       |
|  | Kenny King       | 7:45           |               |       |              |              |  |  |           |           |  |  |       |       |

### Global Impact – USA vs. The World
One Night Only: Global Impact – USA vs. The World – gala wrestlingu, zorganizowana przez Total Nonstop Action Wrestling. Odbyła się 16 lutego 2015 w Impact Zone w Orlando na Florydzie i została wyemitowana 6 listopada 2015 w systemie pay-per-view.
Global Impact – USA vs. The World było turniejem, w którym udział wzięły dziesięcioosobowe drużyny reprezentujące Stany Zjednoczone i resztę świata. Drużyny składały się z zawodników głównego rosteru TNA, X Division oraz zawodniczek dywizji Knockouts.
Drużyny i członkowie
| - Team USA - Ethan Carter III - James Storm - Mr. Anderson - Gunner - Austin Aries - Davey Richards - Eddie Edwards - Jessie Godderz - DJZ - Taryn Terrell | - Team International - The Great Muta - The Great Sanada - Tigre Uno - Magnus - Bram - Rockstar Spud - Drew Galloway - Mahabali Shera - Sonjay Dutt - Angelina Love |

| Nr                                 | Wyniki                                                                                         | Stypulacje    | Czas  |
| ---------------------------------- | ---------------------------------------------------------------------------------------------- | ------------- | ----- |
| 1                                  | Davey Richards (USA) pokonał Tigre Uno (INT)                                                   | Singles match | 10:20 |
| 2                                  | Taryn Terrell (USA) pokonała Angelinę Love (INT)                                               | Singles match | 7:25  |
| 3                                  | Austin Aries pokonał The Great Sanadę (INT)                                                    | Singles match | 12:20 |
| 4                                  | Bram (INT) pokonał Eddiego Edwardsa (USA)                                                      | Singles match | 12:09 |
| 5                                  | Drew Galloway (INT) pokonał Jessiego Godderza (USA)                                            | Singles match | 9:54  |
| 6                                  | Khoya (INT) (z Jamesem Stormem) pokonał Gunner (USA)                                           | Singles match | 5:10  |
| 7                                  | Rockstar Spud (INT) pokonał DJ-a Z (USA)                                                       | Singles match | 9:05  |
| 8                                  | James Storm (USA) (z Khoyą) vs. Magnus (USA) zakończyło się podwójnym wyliczeniem pozaringowym | Singles match | 4:55  |
| 9                                  | Ethan Carter III (USA) pokonał Sonjaya Dutta (INT)                                             | Singles match | 9:49  |
| 10                                 | The Great Muta (INT) pokonał Mr. Andersona                                                     | Singles match | 8:25  |
| (c) – mistrz/mistrzyni przed walką |                                                                                                |               |       |

Punktacja
| Miejsce | Drużyna            | Ilość punktów | Ilość walk |
| ------- | ------------------ | ------------- | ---------- |
| 1       | Team International | 5             | 10         |
| 2       | Team USA           | 4             | 10         |

## 2016

### One Night Only: Live!
One Night Only: Live! – gala wrestlingu, zorganizowana przez Total Nonstop Action Wrestling. Odbyła się 8 stycznia 2016 w Sands Bethlehem Event Center w Bethlehem w Pensylwanii i została wyemitowana systemie pay-per-view. W odróżnieniu od wcześniejszych gal z cyklu One Night Only, nadawana była ona na żywo.
| Nr                                 | Wyniki | Stypulacje                                                                   | Czas  |
| ---------------------------------- | --- | ---------------------------------------------------------------------------- | ----- |
| 1                                  | Tigre Uno (c) pokonał DJ-a Z, Mandrewsa i Crazzy Steve’a                                                                                         | 4-Way Elimination match o TNA X Division Championship                        | 10:19 |
| 2                                  | Rockstar Spud pokonał Aidena O’Shea | Singles match                                                                | 9:28  |
| 3                                  | Mike Bennett (z Marią) pokonał Robbiego E | Singles match                                                                | 7:08  |
| 4                                  | Awesome Kong pokonała Velvet Sky, Madison Rayne, Rebel, Jade, Marti Bell, Chelsea i Deonnę                                                       | Knockouts Gauntlet match o miano pretendenckie do TNA Knockouts Championship | 16:03 |
| 5                                  | Trevor Lee pokonał Peppera Parksa | Singles match                                                                | 7:54  |
| 6                                  | Abyss pokonał Grado | Monster's Ball match                                                         | 9:10  |
| 7                                  | The Wolves (Davey Richards i Eddie Edwards) (c) pokonali Kurta Angle’a i Drew Gallowaya oraz Eliego Drake’a i Jessiego Godderza poprzez poddanie | 3-Way Tag Team match o TNA World Tag Team Championship                       | 10:18 |
| 8                                  | Lashley pokonał Tyrusa | Singles match                                                                | 9:30  |
| 9                                  | Beer Money, Inc. (Bobby Roode i James Storm) pokonał Erika Younga i Brama                                                                        | Tag Team match                                                               | 14:15 |
| (c) – mistrz/mistrzyni przed walką | |                                                                              |       |

### Rivals 2
One Night Only: Rivals 2 – gala wrestlingu, zorganizowana przez Total Nonstop Action Wrestling. Odbywała się w dniach 5–7 stycznia 2016 w Sands Bethlehem Event Center w Bethlehem w Pensylwanii i została wyemitowana w systemie pay-per-view, 5 lutego 2016.
Podczas gali wrestlerzy TNA na jedną noc wznowili swoje zacięte rywalizacje.
| Nr                                 | Wyniki                                                                                                 | Stypulacje                                                                       | Czas  |
| ---------------------------------- | --- | -------------------------------------------------------------------------------- | ----- |
| 1                                  | Eddie Edwards pokonał Daveya Richardsa                                                                 | Singles match                                                                    | 13:54 |
| 2                                  | Eric Young pokonał Chrisa Melendeza                                                                    | Singles match                                                                    | 7:44  |
| 3                                  | Drew Galloway pokonał Eliego Drake’a                                                                   | Singles match                                                                    | 11:15 |
| 4                                  | Tigre Uno pokonał Rockstar Spuda                                                                       | Singles match                                                                    | 9:50  |
| 5                                  | Gail Kim (c) pokonała Awesome Kong                                                                     | Singles match o TNA Knockouts Championship (Walka z gali Bound for Glory (2015)) | 10:05 |
| 6                                  | Lashley pokonał Mahabali Sherę                                                                         | Singles match                                                                    | 9:35  |
| 7                                  | Ethan Carter III vs. Matt Hardy zakończyło się podwójnym wyliczeniem pozaringowym                      | Singles match                                                                    | 10:33 |
| 8                                  | The Beautiful People (Velvet Sky i Madison Rayne) pokonały The Dollhouse (Jade i Marti Bell) (z Rebel) | Tag Team match                                                                   | 5:35  |
| 9                                  | Jessie Godderz pokonał Robbiego E                                                                      | Singles match                                                                    | 6:10  |
| 10                                 | Mr. Anderson pokonał Brama                                                                             | No Disqualification match                                                        | 11:05 |
| (c) – mistrz/mistrzyni przed walką | |                                                                                  |       |

### Joker’s Wild 2016
One Night Only: Joker’s Wild 2016 – gala wrestlingu, zorganizowana przez Total Nonstop Action Wrestling. Gala została nagrana w trzech miejscach: w dniach 7–9 stycznia 2016 w Sands Bethlehem Event Center w Bethlehem w Pensylwanii, 30 stycznia 2016 w Wembley Arena w Londynie i 31 stycznia 2016 w Barclaycard Arena w Birmingham. Została wyemitowana w systemie pay-per-view, 4 marca 2016.
Gala skupiała się na walkach drużynowych. Tag team partnerzy przypisywani byli do siebie losowo, tak utworzone drużyny walczyły ze sobą o miejsce w walce wieczoru – Gauntlet Battle Royalu. Nagrodą za wygranie Battle Royalu było 100 000 dolarów amerykańskich.
| Nr                                 | Wyniki                                                                               | Stypulacje                                                                | Czas  |
| ---------------------------------- | ------------------------------------------------------------------------------------ | ------------------------------------------------------------------------- | ----- |
| 1                                  | The Wolves (Davey Richards i Eddie Edwards) pokonali Decay (Crazzy Steve’a i Abyssa) | Tag Team match Walka kwalifikacyjna do Gauntlet Battle Royalu             | 7:33  |
| 2                                  | Eric Young i Bram pokonali Trevora Lee i DJZ                                         | Tag Team match Walka kwalifikacyjna do Gauntlet Battle Royalu             | 8:42  |
| 3                                  | Tigre Uno i Mandrews pokonali Robbiego E i Jessiego Godderza                         | Tag Team match Walka kwalifikacyjna do Gauntlet Battle Royalu             | 6:50  |
| 4                                  | Grado i Rockstar Spud pokonali Mahabaliego Sherę i Aidena O’Shea                     | Tag Team match Walka kwalifikacyjna do Gauntlet Battle Royalu             | 6:15  |
| 5                                  | Tyrus i Jade pokonali Lashleya i Gail Kim                                            | Intergender Tag Team match Walka kwalifikacyjna do Gauntlet Battle Royalu | 8:30  |
| 6                                  | Matt Hardy i Will Ospreay pokonali Jamesa Storma i Eliego Drake’a                    | Tag Team match Walka kwalifikacyjna do Gauntlet Battle Royalu             | 10:30 |
| 7                                  | Drew Galloway i Mike Bennett pokonali Jimmy’ego Havoca i Big Damo                    | Tag Team match Walka kwalifikacyjna do Gauntlet Battle Royalu             | 8:44  |
| 8                                  | Drew Galloway wygrał walkę, eliminując Mike’a Bennetta jako ostatniego               | 14-osobowy Joker’s Wild Gauntlet Battle Royal                             | 30:18 |
| (c) – mistrz/mistrzyni przed walką |                                                                                      |                                                                           |       |

### Knockouts Knockdown 2016
One Night Only: Knockouts Knockdown 2016 – gala wrestlingu, zorganizowana przez Total Nonstop Action Wrestling. Odbyła się 17 marca 2016 w Impact Zone w Orlando na Florydzie i została wyemitowana w systemie pay-per-view, 22 kwietnia 2016.
Knockouts Knockdown skupiało się na walkach Knockouts TNA oraz niezależnych zawodniczek. Wrestlerki walczyły o miejsce w walce wieczoru – Gauntlet Battle Royalu. Zwyciężczyni Battle Royalu otrzymała miano „Queen of the Knockouts”.
| Nr                                 | Wyniki                                                                                             | Stypulacje                                                             | Czas  |
| ---------------------------------- | -------------------------------------------------------------------------------------------------- | ---------------------------------------------------------------------- | ----- |
| 1                                  | Allysin Kay pokonała Gail Kim poprzez wyliczenie pozaringowe                                       | Singles match Walka kwalifikacyjna do Knockouts Gauntlet Battle Royalu | 7:55  |
| 2                                  | Rebel pokonała Shelly Martinez                                                                     | Singles match Walka kwalifikacyjna do Knockouts Gauntlet Battle Royalu | 6:15  |
| 3                                  | Laura Dennis pokonała Velvet Sky                                                                   | Singles match Walka kwalifikacyjna do Knockouts Gauntlet Battle Royalu | 4:50  |
| 4                                  | Jade pokonała Levę Bates                                                                           | Singles match Walka kwalifikacyjna do Knockouts Gauntlet Battle Royalu | 9:55  |
| 5                                  | Rosemary (z Crazzy Steve’em) pokonała Vedę Scott                                                   | Singles match Walka kwalifikacyjna do Knockouts Gauntlet Battle Royalu | 6:08  |
| 6                                  | Barbi Hayden pokonała Raquel                                                                       | Singles match Walka kwalifikacyjna do Knockouts Gauntlet Battle Royalu | 6:15  |
| 7                                  | Madison Rayne pokonała Deonnę                                                                      | Singles match Walka kwalifikacyjna do Knockouts Gauntlet Battle Royalu | 8:40  |
| 8                                  | Marti Bell pokonała Jayme Jameson                                                                  | Singles match Walka kwalifikacyjna do Knockouts Gauntlet Battle Royalu | 6:03  |
| 9                                  | Maria i Mike Bennett pokonali Gail Kim i DJZ                                                       | Intergender Tag Team match                                             | 7:50  |
| 10                                 | Jade pokonała Madison Rayne, Allysin Kay, Laurę Dennis, Rosemary, Barbi Hayden, Marti Bell i Rebel | Knockouts Gantlet Battle Royal o miano „Queen of the Knockouts”        | 15:00 |
| (c) – mistrz/mistrzyni przed walką | |                                                                        |       |

### Victory Road 2016
One Night Only: Victory Road 2016 – gala wrestlingu, zorganizowana przez Total Nonstop Action Wrestling. Odbywała się w dniach 17–19 marca 2016 w Impact Zone w Orlando na Florydzie i została wyemitowana w systemie pay-per-view, 20 maja 2016.
Podczas gali swoje ostatnie walki dla TNA stoczyli Velvet Sky i Bobby Roode.
| Nr                                 | Wyniki                                                                                        | Stypulacje                                                                            | Czas  |
| ---------------------------------- | --------------------------------------------------------------------------------------------- | ------------------------------------------------------------------------------------- | ----- |
| 1                                  | Andrew Everett (z Gregorym Shane’em Helmsem i Trevorem Lee) pokonał DJZ (z Eddiem Edwardsem)  | Singles match                                                                         | 9:31  |
| 2                                  | Velvet Sky pokonała Marti Bell                                                                | Singles match                                                                         | 7:02  |
| 3                                  | Chris Melendez pokonał Beauregarde                                                            | Singles match                                                                         | 5:05  |
| 4                                  | Kurt Angle (c) pokonał Micka Foleya                                                           | Singles match o TNA World Heavyweight Championship (Walka z gali Victory Road (2009)) | 14:06 |
| 5                                  | James Storm pokonał Brama                                                                     | Singles match                                                                         | 12:20 |
| 6                                  | The BroMans (Robbie E i Jessie Godderz) pokonali The Tribunal (Basile'a Barakę i Barona Daxa) | Tag Team match                                                                        | 8:36  |
| 7                                  | Bobby Roode pokonał Braxtona Suttera (z Allie)                                                | Singles match                                                                         | 10:57 |
| 8                                  | Abyss pokonał Dr. Steviego                                                                    | No Disqualification match (Walka z gali Victory Road (2009))                          | 9:51  |
| 9                                  | Trevor Lee (z Gregorym Shane’em Helmsem) pokonał Eddiego Edwardsa                             | Singles match                                                                         | 10:45 |
| 10                                 | Ethan Carter III pokonał Eliego Drake’a                                                       | Singles match                                                                         | 9:20  |
| (c) – mistrz/mistrzyni przed walką |                                                                                               |                                                                                       |       |

### World Cup 2016
One Night Only: World Cup 2016 – gala wrestlingu, zorganizowana przez Total Nonstop Action Wrestling. Odbyła się 13 czerwca 2016 w Impact Zone w Orlando na Florydzie i została wyemitowana w systemie pay-per-view, 22 lipca 2016.
World Cup było turniejem, w którym wzięły udział drużyny reprezentujące Jamesa Storma, Eliego Drake’a, Jeffa Hardy’ego i Mike’a Bennetta.
Drużyny i członkowie
| - Team Storm - James Storm (kapitan) - Bram - Trevor Lee - Basile Baraka - Madison Rayne | - Team Drake - Eli Drake (kapitan) - Drew Galloway - Mahabali Shera - Baron Dax - Sienna | - Team Hardy - Jeff Hardy (kapitan) - Eddie Edwards - Jessie Godderz - Robbie E - Jade | - Team Bennett - Mike Bennett (kapitan) - Ethan Carter III - Crazzy Steve - Grado - Rosemary |

| Nr                                 | Wyniki | Stypulacje                                       | Czas  |
| ---------------------------------- | --- | ------------------------------------------------ | ----- |
| 1                                  | Drew Galloway (Team Drake) pokonał Trevora Lee (Team Storm) | Singles match                                    | 8:20  |
| 2                                  | Ethan Carter III (Team Bennett) pokonał Basile'a Barakę (Team Storm)                                                                                                  | Singles match                                    | 7:47  |
| 3                                  | James Storm pokonał Eliego Drake’a | Singles match                                    | 8:10  |
| 4                                  | Eddie Edwards (Team Hardy) pokonał Mahabaliego Sherę (Team Drake) | Singles match                                    | 6:44  |
| 5                                  | Bram (Team Storm) pokonał Crazzy Steve’a (Team Bennett) (z Rosemary)                                                                                                  | Singles match                                    | 7:13  |
| 6                                  | Jessie Godderz (Team Hardy) pokonał Barona Daxa (Team Drake) | Singles match                                    | 7:00  |
| 7                                  | Mike Bennett pokonał Jeffa Hardy’ego | Singles match                                    | 9:05  |
| 8                                  | Jade (Team Hardy) pokonała Madison Rayne (Team Storm), Siennę (Team Drake) i Rosemary (Team Bennett)                                                                  | 4-Way match                                      | 7:50  |
| 9                                  | Grado (Team Bennett) pokonał Robbiego E (Team Hardy) | Singles match                                    | 6:30  |
| 10                                 | Team Hardy (Jeff Hardy, Eddie Edwards, Jessie Godderz, Robbie E i Jade) pokonali Team Bennett (Mike’a Bennetta, Ethana Cartera III, Grado, Crazzy Steve’a i Rosemary) | 10-Person Intergender Elimination Tag Team match | 16:30 |
| (c) – mistrz/mistrzyni przed walką | |                                                  |       |

### X-Travaganza 2016
One Night Only: X-Travaganza 2016 – gala wrestlingu, zorganizowana przez Total Nonstop Action Wrestling. Odbywała się w dniach 13–14 lipca 2016 w Impact Zone w Orlando na Florydzie i została wyemitowana w systemie pay-per-view, 26 sierpnia 2016.
Gala skupiała się na X Division. Jej zawodnicy zmierzyli się z pięcioma wrestlerami spoza TNA o miejsce w walce wieczoru – Ladder matchu o miano pretendenckie do TNA X Division Championship.
| Nr                                 | Wyniki | Stypulacje                                                        | Czas  |
| ---------------------------------- | --- | ----------------------------------------------------------------- | ----- |
| 1                                  | Chuck Taylor pokonał Rockstar Spuda | Lumberjack match Walka kwalifikacyjna do Ladder matchu            | 6:06  |
| 2                                  | Marshe Rockett pokonał Mandrewsa | Singles match Walka kwalifikacyjna do Ladder matchu               | 8:25  |
| 3                                  | DJZ pokonał Jonathana Greshama | Singles match Walka kwalifikacyjna do Ladder matchu               | 8:00  |
| 4                                  | Suicide pokonał Davida Starra | Singles match Walka kwalifikacyjna do Ladder matchu               | 7:00  |
| 5                                  | Braxton Sutter pokonał JT Dunna | Singles match Walka kwalifikacyjna do Ladder matchu               | 9:00  |
| 6                                  | Eddie Edwards pokonał Caleba Konleya | Singles match Walka kwalifikacyjna do Ladder matchu               | 9:33  |
| 7                                  | Crazzy Steve pokonał Zenshiego | Singles match Walka kwalifikacyjna do Ladder matchu               | 7:13  |
| 8                                  | The Helms Dynasty (Trevor Lee i Andrew Everett) (z Gregorym Shane’em Helmsem) pokonali The BroMans (Robbiego E i Jessiego Godderza) (z Raquel) | Ultimate X match                                                  | 10:50 |
| 9                                  | Braxton Sutter pokonał DJZ, Chucka Taylora, Marshe'a Rocketta, Eddiego Edwardsa, Suicide'a i Crazzy Steve’a                                    | Ladder match o miano pretendenckie do TNA X Division Championship | 9:54  |
| (c) – mistrz/mistrzyni przed walką | |                                                                   |       |

### September 2016
One Night Only: September 2016 – gala wrestlingu, zorganizowana przez Total Nonstop Action Wrestling. Odbywała się w dniach 11–14 sierpnia 2016 w Impact Zone w Orlando na Florydzie i została wyemitowana w systemie pay-per-view, 16 września 2016.
Podczas gali zawodnicy X Division zmierzyli się z wrestlerami z głównego rosteru TNA.
| Nr                                 | Wyniki | Stypulacje                 | Czas  |
| ---------------------------------- | --- | -------------------------- | ----- |
| 1                                  | Grado i Jade pokonali Eliego Drake’a i Siennę                                                                           | Intergender Tag Team match | 8:15  |
| 2                                  | The Tribunal (Basile Baraka i Baron Dax) (z Al Snowem) pokonali The BroMans (Robbiego E i Jessiego Godderza) (z Raquel) | Tag Team match             | 10:33 |
| 3                                  | Moose pokonał DJZ | Singles match              | 8:5   |
| 4                                  | Mahabali Shera pokonał Rockstar Spuda                                                                                   | Singles match              | 7:30  |
| 5                                  | Tyrus pokonał Crazzy Steve’a (z Rosemary)                                                                               | Singles match              | 5:50  |
| 6                                  | Marti Bell pokonała Madison Rayne                                                                                       | No Disqualification match  | 5:55  |
| 7                                  | Drew Galloway pokonał Andrew Everetta                                                                                   | Singles match              | 11:40 |
| 8                                  | Ethan Carter III pokonał Trevora Lee                                                                                    | Singles match              | 8:58  |
| 9                                  | Mike Bennett (z Marią) pokonał Braxtona Suttera                                                                         | Singles match              | 9:50  |
| 10                                 | Lashley pokonał Eddiego Edwardsa                                                                                        | Singles match              | 10:12 |
| (c) – mistrz/mistrzyni przed walką | |                            |       |

### Against All Odds
One Night Only: Against All Odds – gala wrestlingu, zorganizowana przez Total Nonstop Action Wrestling. Odbywała się w dniach 16–17 sierpnia 2016 w Impact Zone w Orlando na Florydzie i została wyemitowana w systemie pay-per-view, 4 listopada 2016.
| Nr                                 | Wyniki | Stypulacje           | Czas  |
| ---------------------------------- | --- | -------------------- | ----- |
| 1                                  | Andrew Everett pokonał Mandrewsa                                                                                             | Singles match        | 9:30  |
| 2                                  | Jade pokonała Sienna i Marti Bell                                                                                            | 3-Way match          | 7:25  |
| 3                                  | Tyrus pokonał Trevora Lee (z Andrew Everettem)                                                                               | Singles match        | 7:30  |
| 4                                  | DJZ oraz The BroMans (Robbie E i Jessie Godderz) (z Raquel) pokonali The Squad (Eddiego Edwardsa, Mahabaliego Sherę i Grado) | 6-Man Tag Team match | 8:13  |
| 5                                  | Lashley pokonał Brama | Singles match        | 10:10 |
| 6                                  | Moose pokonał Eliego Drake’a                                                                                                 | Singles match        | 9:25  |
| 7                                  | Gail Kim pokonała Laurel Van Ness                                                                                            | Singles match        | 8:32  |
| 8                                  | James Storm pokonał Brama | Singles match        | 9:45  |
| 9                                  | Ethan Carter III pokonał Matta Hardy’ego                                                                                     | Singles match        | 9:10  |
| (c) – mistrz/mistrzyni przed walką | |                      |       |

### December 2016
One Night Only: December 2016 – gala wrestlingu, zorganizowana przez Total Nonstop Action Wrestling. Odbyła się 5 października 2016 w Impact Zone w Orlando na Florydzie i została wyemitowana w systemie pay-per-view, 12 grudnia 2016.
| Nr                                 | Wyniki                                                           | Stypulacje                                                                                 | Czas  |
| ---------------------------------- | ---------------------------------------------------------------- | ------------------------------------------------------------------------------------------ | ----- |
| 1                                  | Trevor Lee pokonał Braxtona Suttera                              | Singles match                                                                              | 10:11 |
| 2                                  | Rosemary pokonała Jade                                           | Singles match                                                                              | 10:45 |
| 3                                  | Eli Drake pokonał Grado                                          | Singles match                                                                              | 9:12  |
| 4                                  | James Storm pokonał Robbiego E                                   | Singles match                                                                              | 10:10 |
| 5                                  | Lashley pokonał Jessiego Godderza                                | Singles match                                                                              | 10:57 |
| 6                                  | Mahabali Shera pokonał Aidena O’Shea                             | Singles match                                                                              | 7:51  |
| 7                                  | Bram vs. Moose zakończyło się podwójnym wyliczeniem pozaringowym | Singles match                                                                              | 9:00  |
| 8                                  | Tigre Uno (c) pokonał DJZ, Mandrewsa i Crazzy Steve’a            | 4-Way Elimination match o TNA X Division Championship (Walka z gali One Night Only: Live!) | 10:19 |
| 9                                  | Ethan Carter III pokonał Arona Rexa                              | Singles match                                                                              | 8:55  |
| 10                                 | Eddie Edwards pokonał Mike’a Bennetta (z Marią)                  | Singles match                                                                              | 13:20 |
| (c) – mistrz/mistrzyni przed walką |                                                                  |                                                                                            |       |

## 2017

### One Night Only: Live
One Night Only: Live – gala wrestlingu, zorganizowana przez Total Nonstop Action Wrestling. Odbyła się 6 stycznia w Impact Zone w Orlando na Florydzie i została wyemitowana na żywo w systemie pay-per-view.
| Nr                                 | Wyniki                                                                                    | Stypulacje                                            | Czas  |
| ---------------------------------- | ----------------------------------------------------------------------------------------- | ----------------------------------------------------- | ----- |
| 1                                  | Lashley pokonał Daveya Richardsa                                                          | Singles match                                         | 14:40 |
| 2                                  | DJZ (c) pokonał Andrew Everetta, Braxtona Suttera i Trevora Lee                           | 4-Way Elimination match o TNA X Division Championship | 12:20 |
| 3                                  | Bram pokonał Robbiego E                                                                   | Singles match                                         | 7:57  |
| 4                                  | Moose pokonał Mike’a Bennetta (z Marią)                                                   | No Holds Barred match                                 | 18:00 |
| 5                                  | Mahabali Shera pokonał Marshe'a Rocketta                                                  | Singles match                                         | 6:00  |
| 6                                  | Rosemary (c) pokonała Siennę                                                              | Singles match o TNA Knockouts Championship            | 8:56  |
| 7                                  | James Storm (z Bramem i Kingstonem) pokonał Jessiego Godderza                             | Singles match                                         | 10:20 |
| 8                                  | The Broken Hardys („Broken” Matt Hardy i Jeff Hardy) (c) pokonali Eliego Drake’a i Tyrusa | Tag Team match o TNA World Tag Team Championship      | 12:35 |
| 9                                  | Eddie Edwards (c) pokonał Ethana Cartera III                                              | Singles match o TNA World Heavyweight Championship    | 15:45 |
| (c) – mistrz/mistrzyni przed walką |                                                                                           |                                                       |       |

### Joker’s Wild 2017
One Night Only: Joker’s Wild 2017 – gala wrestlingu, zorganizowana przez Total Nonstop Action Wrestling. Odbyła się 7 stycznia 2017 w Impact Zone w Orlando na Florydzie i została wyemitowana w systemie pay-per-view, 10 lutego 2017.
Gala skupiała się na walkach drużynowych. Tag team partnerzy przypisywani byli do siebie losowo, tak utworzone drużyny walczyły ze sobą o miejsce w walce wieczoru – Gauntlet Battle Royalu. Nagrodą za wygranie Battle Royalu było 100 000 dolarów amerykańskich.
| Nr                                 | Wyniki                                                                    | Stypulacje                                        | Czas  |
| ---------------------------------- | ------------------------------------------------------------------------- | ------------------------------------------------- | ----- |
| 1                                  | Moose i Davey Richards pokonali „Broken” Matta Hardy’ego i Trevora Lee    | Tag Team match Starcie o miejsce w walce wieczoru | 10:20 |
| 2                                  | Aron Rex i Spud pokonali Bad Bonesa i Jessiego Godderza                   | Tag Team match Starcie o miejsce w walce wieczoru | 10:00 |
| 3                                  | DCC (Bram i Kingston) pokonali Robbiego E i Mahabaliego Sherę             | Tag Team match Starcie o miejsce w walce wieczoru | 6:55  |
| 4                                  | Mike Bennett i Braxton Sutter pokonali Tyrusa i Crazzy Steve’a            | Tag Team match Starcie o miejsce w walce wieczoru | 9:40  |
| 5                                  | Jeff Hardy i DJZ pokonali Eliego Drake’a i Paredyse                       | Tag Team match Starcie o miejsce w walce wieczoru | 10:57 |
| 6                                  | Jade i Sienna pokonały Laurel Van Ness i Allie                            | Tag Team match Starcie o miejsce w walce wieczoru | 8:10  |
| 7                                  | Eddie Edwards i Caleb Konley pokonali Andrew Everetta i Marshe'a Rocketta | Tag Team match Starcie o miejsce w walce wieczoru | 8:18  |
| 8                                  | Moose wygrał walkę, eliminując Brama jako ostatniego                      | Joker’s Wild Gauntlet Battle Royal                | 31:11 |
| (c) – mistrz/mistrzyni przed walką |                                                                           |                                                   |       |

### Rivals 2017
One Night Only: Rivals 2017 – gala wrestlingu, zorganizowana przez Total Nonstop Action Wrestling. Odbyła się 8 stycznia 2017 w Impact Zone w Orlando na Florydzie i została wyemitowana w systemie pay-per-view, 17 marca 2017.
Podczas Rivals na jedną noc wznowione zostały najbardziej zacięte rywalizacje między zawodnikami.
| Nr                                 | Wyniki                                                                     | Stypulacje     | Czas  |
| ---------------------------------- | -------------------------------------------------------------------------- | -------------- | ----- |
| 1                                  | DJZ pokonał Trevora Lee                                                    | Singles match  | 11:25 |
| 2                                  | Braxton Sutter pokonał Spuda                                               | Singles match  | 9:00  |
| 3                                  | James Storm pokonał Mahabaliego Sherę                                      | Singles match  | 6:07  |
| 4                                  | Aron Rex (ze Spudem) pokonał Jessiego Godderza                             | Singles match  | 9:14  |
| 5                                  | Decay (Abyss i Crazzy Steve) (z Rosemary) pokonali DCC (Brama i Kingstona) | Tag Team match | 8:26  |
| 6                                  | Angelina Love pokonała Madison Rayne                                       | Singles match  | 7:05  |
| 7                                  | „Broken” Matt Hardy pokonał Drew Gallowaya                                 | Singles match  | 11:21 |
| 8                                  | Moose pokonał Mike’a Bennetta (z Marią)                                    | Singles match  | 7:05  |
| 9                                  | Lashley pokonał Jeffa Hardy’ego                                            | Singles match  | 10:37 |
| (c) – mistrz/mistrzyni przed walką |                                                                            |                |       |

### Victory Road – Knockouts Knockdown
One Night Only: Victory Road – Knockouts Knockdown – gala wrestlingu, zorganizowana przez Impact Wrestling. Odbywała się w dniach 3–4 marca 2017 w Impact Zone w Orlando na Florydzie i została wyemitowana w systemie pay-per-view, 14 kwietnia 2017.
Podczas gali osiem zawodniczek Knockouts zmierzyło się z ośmioma wrestlerkami niezależnymi. Zwyciężczynie tych pojedynków przechodziły do walki wieczoru – ośmioosobowego Tag Team matchu. Ostatnia przetrwała w walce zawodniczka otrzymała kontrakt z Impact Wrestling.
| Nr                                 | Wyniki | Stypulacje            | Czas  |
| ---------------------------------- | --- | --------------------- | ----- |
| 1                                  | Angelina Love (z Daveyem Richardsem) pokonała Kayci Quinn                                                      | Singles match         | 10:38 |
| 2                                  | Leva Bates pokonała Allie                                                                                      | Singles match         | 12:12 |
| 3                                  | Diamanté (z Konnanem i Homicidem) pokonała Amandę Carolinę Rodriguez                                           | Singles match         | 10:24 |
| 4                                  | Rosemary (z Crazzy Steve’em) pokonała MJ Jenkins                                                               | Singles match         | 8:05  |
| 5                                  | Alisha Edwards pokonała Siennę                                                                                 | Singles match         | 10:33 |
| 6                                  | Santana Garrett pokonała Brandi Rhodes                                                                         | Singles match         | 11:35 |
| 7                                  | ODB pokonała Rebel                                                                                             | Singles match         | 9:15  |
| 8                                  | Laurel Van Ness pokonała Rachael Ellering                                                                      | Singles match         | 10:45 |
| 9                                  | Leva Bates, Alisha Edwards, Santana Garrett i ODB pokonały Laurel Van Ness, Rosemary, Angelinę Love i Diamanté | 4-on-4 Tag Team match | 11:08 |
| (c) – mistrz/mistrzyni przed walką | |                       |       |

### Turning Point 2017
One Night Only: Turning Point 2017 – gala wrestlingu, zorganizowana przez Impact Wrestling. Odbyła się 22 kwietnia 2017 w Impact Zone w Orlando na Florydzie i została wyemitowana w systemie pay-per-view, 11 maja 2017.
| Nr                                 | Wyniki                                                                      | Stypulacje                                                                           | Czas  |
| ---------------------------------- | --------------------------------------------------------------------------- | ------------------------------------------------------------------------------------ | ----- |
| 1                                  | Veterans of War (Mayweather i Wilcox) pokonali Mario Bokarę i Fallaha Bahha | Tag Team match                                                                       | 10:20 |
| 2                                  | Laurel Van Ness (z Kongo Kongiem) pokonała Avę Storie                       | Singles match                                                                        | 5:17  |
| 3                                  | Mahabali Shera pokonał Marshe'a Rocketta                                    | Singles match                                                                        | 4:40  |
| 4                                  | Matt Morgan pokonał KM (ze Sienną)                                          | Singles match                                                                        | 7:34  |
| 5                                  | Davey Richards (z Angeliną Love) pokonał Suicide'a                          | Singles match                                                                        | 14:00 |
| 6                                  | AJ Styles (c) pokonał Christophera Danielsa i Samoa Joego                   | 3-Way match o TNA World Heavyweight Championship (Walka z gali Turning Point (2009)) | 21:50 |
| 7                                  | Rosemary pokonała Siennę (z KM)                                             | Singles match                                                                        | 6:00  |
| 8                                  | Eddie Edwards pokonał Eliego Drake’a                                        | Singles match                                                                        | 12:25 |
| 9                                  | Lashley (c) pokonał Moose'a                                                 | Singles match o Impact Wrestling World Heavyweight Championship                      | 20:11 |
| (c) – mistrz/mistrzyni przed walką |                                                                             |                                                                                      |       |

### No Surrender 2017
One Night Only: No Surrender 2017 – gala wrestlingu, zorganizowana przez Impact Wrestling. Odbyła się 23 kwietnia 2017 w Impact Zone w Orlando na Florydzie i została wyemitowana w systemie pay-per-view, 16 czerwca 2017.
| Nr                                 | Wyniki                                                          | Stypulacje                                                      | Czas  |
| ---------------------------------- | --------------------------------------------------------------- | --------------------------------------------------------------- | ----- |
| 1                                  | Garza Jr. i Laredo Kid pokonali Idrisa Abrahama i Hakima Zane’a | Tag Team match                                                  | 8:45  |
| 2                                  | Mahabali Shera pokonał Fallaha Bahha                            | Singles match                                                   | 5:20  |
| 3                                  | Trevor Lee (z Gregorym Shane’em Helmsem) pokonał Suicide'a      | Singles match                                                   | 13:05 |
| 4                                  | Braxton Sutter (z Allie) pokonał KM (ze Sienną)                 | Singles match                                                   | 11:50 |
| 5                                  | Dezmond Xavier pokonał Mario Bokarę                             | Singles match                                                   | 9:30  |
| 6                                  | Rosemary pokonała Laurel Van Ness (ze Sienną)                   | Singles match                                                   | 7:30  |
| 7                                  | Eli Drake (z Chrisem Adonisem) pokonał Jamesa Storma            | Singles match                                                   | 8:35  |
| 8                                  | James Storm pokonał Eliego Drake’a                              | Singles match                                                   | 0:20  |
| 9                                  | Lashley (c) pokonał Eddiego Edwardsa                            | Singles match o Impact Wrestling World Heavyweight Championship | 17:50 |
| (c) – mistrz/mistrzyni przed walką |                                                                 |                                                                 |       |

### GFW Amped Anthology – Part 1
One Night Only: GFW Amped Anthology – Part 1 – gala wrestlingu, zorganizowana przez Impact Wrestling i Global Force Wrestling. Odbyła się 24 lipca 2015 w Orleans Arena w Las Vegas w stanie Nevada i zostanie wyemitowana w systemie pay-per-view, 11 sierpnia 2017.